# 東京ヤクルトスワローズ
東京ヤクルトスワローズ（とうきょうヤクルトスワローズ、英語: Tokyo Yakult Swallows）は、日本のプロ野球球団。セントラル・リーグに所属する。
東京都を保護地域とし、東京都新宿区にある明治神宮野球場を専用球場（本拠地）としている。また二軍（イースタン・リーグ所属）の本拠地は埼玉県戸田市にあるヤクルト戸田球場を使用している。
1950年のリーグ分裂時に日本国有鉄道（国鉄）にちなんで国鉄スワローズとして発足され、その後親会社が産経新聞社→ヤクルトと変遷した。一時期はアトムズの呼称を使用していたが、のちに発足当初のスワローズに戻っている。なお、本記事ではこれらの前身球団時代についても述べる。

## 球団の歴史

### 球団創立
1949年（昭和24年）オフにリーグ拡張方針に伴うプロ球団乱立のあおりを受け、各地の国鉄鉄道管理局（当時）の野球部から選手が引き抜かれる事態が発生した。同年の秋、当時の国鉄総裁加賀山之雄が「国鉄の新事態に即応して、身近なプロ球団を結成するということは、どんなものだろうか」という発言を行った。新事態とは国鉄がこの年に公共企業体として発足したことを指す。また、未曾有の人員整理や下山・三鷹・松川といった事件（国鉄三大ミステリー事件）も相次いで起こっていた。この暗い雰囲気を払拭して職員の士気を昂め、明るい職場づくりのためにスポーツ、特に人気の高い野球に取り組もうとしたものである。加賀山が大の野球好きだったことも参入実現の一要因となった。
交通協力会理事長の今泉秀夫（後に球団の専務取締役に就任）の草案による国鉄プロ野球団の「設置の効用」は(1)国民大衆と国鉄の結びつきを緊密、かつ和やかなものにする(2)野球を通じて国鉄職員の一本化を増進し相互の密着感を強化する(3)健全な精神、身体を持つ職員を養成する(4)国鉄部内のノンプロ野球の発展を刺激する。であった。
しかし、運輸業とその関連事業以外の副業を禁じた日本国有鉄道法に抵触するため国鉄が直接親会社になることはできず、国鉄の外郭団体である財団法人交通協力会（現：公益財団法人交通協力会・株式会社交通新聞社）が主体となり、1950年（昭和25年）1月12日に財団法人鉄道弘済会、日本通運、日本交通公社（現：公益財団法人日本交通公社・株式会社JTB）などの企業により株式会社国鉄球団（資料によっては国鉄野球株式会社となっている物もあり） を設立。なお、交通協力会が発行する鉄道業界紙である「交通新聞」では、1950年（昭和25年）1月12日に交通協力会理事長の今泉秀夫がセントラル・リーグに加入申込みを行ったものとされ、同じく交通協力会が発行する「交通年鑑」の「昭和25年交通年譜」では「5月18日 株式会社国鉄球団成立す」とされている。チーム名を国鉄スワローズ（こくてつスワローズ、Kokutetsu Swallows）とし（#球団名も参照のこと）、セントラル・リーグに加盟。初代監督には西垣徳雄が就任。
国鉄参入直前のセ・パはともに7球団であり、切りの良い8球団にしたいという思い、それも大企業である国鉄のプロ参入にセ・リーグ関係者は色めき立っていたが、パ・リーグとの勧誘合戦により参入が立ち消えになってしまうことを恐れ、セ・国鉄内部ともに極秘扱いで計画は進められた。参入の下準備も佳境に差し掛かる頃には巷間でも国鉄参入の噂が立っていたが、国鉄がプロ球団など作るはずがないとパ・リーグは高を括っており、参入は至って順調に成功した。本拠地は元逓信省総裁松前重義の尽力で、武蔵境の旧中島飛行機工場跡地に新しい野球場「武蔵野グリーンパーク野球場」が建設された（諸事情により1956年〈昭和31年〉閉鎖。7試合しか行われなかった）。
しかし、参入が他新球団より遅れていたため、選手確保がままならず、自前の鉄道局野球部を中心に他の社会人や大学などのノンプロ・アマチュア野球に残っている人材をかき集めたが、プロ経験者は第二次世界大戦前の一時期阪急に在籍した中村栄ただ1人という状態だった。アマチュア野球では強豪の鉄道局野球部もプロでは全く通用しなかったため、松竹ロビンスの二軍監督・森谷良平と、かつて奉天満鉄倶楽部に在籍していた宇佐美一夫を追加補強してクリーンアップに据えたものの、その後も貧打に悩まされた。

### 後楽園球場時代

#### 国鉄スワローズ時代
1950年
3月10日の球団初公式戦の対大洋ホエールズ戦（下関）に2対1で敗れ、続く11日の対広島カープ戦に3対2で球団初勝利を挙げる。しかし翌12日から5連敗。その間の16日の大阪タイガース戦（倉敷）では相手先発の田宮謙次郎に9回2死までパーフェクトに抑えられ、27人目の打者・中村栄の三塁内野安打で辛うじて日本初の完全試合を阻止した。その後も3月21日から14連敗、4月26日からも10連敗で最下位に沈む。あまりの弱さにセ・リーグは5月末から6月上旬まで試合日程を組まず、ミニキャンプを強制させた。その前後には打線強化のため、4月には社会人野球・コロムビアの選手兼任監督・藤田宗一を、5月には松竹ロビンスの二軍監督・森谷良平を、また6月には元・奉天満鉄倶楽部の宇佐美一夫を入団させた。
8月に享栄商の金田正一が高校を中退して入団し、10月1日にプロ初勝利を挙げるとこの年8勝を挙げ、チームは終盤13連敗の広島に代わって7位となった。
この年、チームは42勝94敗2分で首位松竹から57.5ゲーム、最下位広島と1.5ゲーム差の8球団中7位に終わる。オフに西日本パイレーツがセ・リーグを脱退したため、セ・リーグは7球団となる。
1951年
開幕から4月にかけて12勝4敗で首位に立つが、5月に入り6連敗で2位に落ちると、6月には3勝10敗として、前半戦終了時には6位となっていた。8月に入り、金田正一がこの月6勝を挙げ、チームは11勝10敗で勝ち越し5位に浮上し、そのままシーズンを終える。金田は、22勝を挙げ、最多奪三振を獲得するとともに、9月5日に球団初となるノーヒットノーランを達成。土屋五郎が球団初のタイトルとなる最多盗塁を獲得。
1952年
この年よりフランチャイズ制が導入され、国鉄は読売ジャイアンツ、毎日オリオンズ、大映スターズ、東急フライヤーズと共に後楽園球場を本拠地とした。開幕から2勝2敗とした後は4連敗、4月に入り4連敗と6連敗、5月に10連敗と連敗を重ねたが、松竹と広島が低迷したことで5位でシーズンを終了。この年120試合制となり、初の50勝到達となったが、このうち半分近い24勝は金田正一で、二年連続奪三振王となった。佐藤孝夫が球団初の新人王を獲得。
1953年
松竹と大洋が合併したことで、この年からセ・リーグは現在の6球団制に移行。国鉄は45勝79敗1分に終わり、首位巨人から42ゲーム差、5位大洋松竹と4.5ゲーム差で球団史上初の最下位となる。西垣徳雄が監督を退任、後任は藤田宗一。
この年はセ・リーグが6球団制になった最初のペナントレースだったため、国鉄は「セ・リーグが6球団になった初代最下位球団」となった。
1954年
読売ジャイアンツから移籍した宇野光雄の活躍で同年の対巨人戦8連勝。宇野と箱田弘志が球団初のベストナインを獲得する。首位中日から32ゲーム差、55勝73敗2分の5位に終わる。
1955年
10月19日、金田正一がシーズン350奪三振を記録、NPB新記録 となると共に大リーグ・ボブ・フェラー348を抜く世界新記録。町田行彦が本塁打王を獲得。57勝71敗2分で、首位巨人と34.5ゲーム、4位広島と1ゲーム差の5位に終わり、藤田が監督退任、後任は宇野光雄。
1956年
対巨人戦で11勝（13敗）と互角の試合を見せる。大脇照夫が5月3日の対中日戦（中日）でノーヒットノーラン、宮地惟友が対広島（金沢兼六）で球団初、日本プロ野球3人目となる完全試合を達成している。チームは首位巨人と21ゲーム差、61勝65敗で4位に終わる。オフに南海ホークスから飯田徳治を金銭トレードで獲得。
1957年
金田正一は7月15日の対中日戦（中日）で2000奪三振を記録。8月21日の対中日戦（中日）でプロ野球4人目の完全試合を達成し、この年は最多勝利と最優秀防御率を獲得、沢村賞と自身初のベストナインに選ばれている。佐藤孝夫が22本塁打で本塁打王となる。チームは58勝68敗4分、首位巨人から15.5ゲーム差の4位に終わる。
1958年
開幕戦の対巨人戦（後楽園）、金田正一が巨人のルーキー長嶋茂雄を4打席連続三振に抑えるなど、4対1で勝利する。翌4月6日のダブルヘッダーでも4対2、4対3と勝利し、開幕3連勝とする。5月24日の対阪神戦（甲子園）で飯田徳治がアキレス腱切断、日本プロ野球記録の連続試合出場記録が1246で止まる。6月6日、金田が球団初の通算200勝を達成。チームは2年連続の58勝68敗4分、首位巨人から17.5ゲーム差の4位に終わる。金田正一が投手部門三冠王（最多勝、防御率、奪三振）と沢村賞を獲得。
1959年
この年も開幕戦の対巨人戦（後楽園）で金田正一が巨人のルーキー王貞治を2三振に抑えている。チームは63勝65敗2分、首位巨人から15.5ゲーム差の4位に終わる。
1960年
9月30日に金田正一が対中日戦（後楽園）で勝利して、10年連続20勝を達成するが、チームは54勝72敗4分、首位大洋から17.5ゲーム差、1953年以来7年ぶりの最下位となる。1960年限りで宇野は監督を解任。後任は砂押邦信。
1961年
6月6日、森滝義己がプロ野球史上5人目となる完全試合を達成。67勝60敗3分で3位とし、球団史上初、国鉄球団として最初で最後となったAクラス、シーズン通算勝ち越しを記録する。
1962年
9月5日、金田正一がメジャーリーグ、ウォルター・ジョンソンの記録を抜く通算3,509奪三振を達成。51勝79敗4分、首位阪神から24ゲーム差の最下位となる。セ・リーグは3割打者が1人という投高打低のシーズンだったが、その中でも国鉄のチーム打率は.201（313得点）で、これは2リーグ制以降の最低の記録である。11月、東映と共に韓国に遠征し、親善試合を行う。砂押は監督を退任、後任は浜崎真二。オフに西鉄から豊田泰光を獲得。
年々増大する経営費のために経営主体は交通協力会から鉄道弘済会へと変わっていたが、公共企業・国鉄の球団であるという体面もあり、相当の緊縮財政だった。新人選手の契約金は高騰する一方で満足な補強もできず（当てになる戦力は金田だけだった）、同年に起こった三河島事故による批判は球団にも飛び火していた。この年の8月、球団譲渡を前提とした業務提携を産経新聞社、フジテレビジョン・ニッポン放送・文化放送と結び、フジサンケイグループとの関係が生じ、この時点で実質的な経営主体はフジサンケイグループに移る。
1963年
5月8日の対大洋戦（後楽園）で金田正一が通算300勝を達成。チームは65勝73敗2分、首位巨人から18ゲーム差の4位。浜崎は監督を退任、後任は林義一。

### 明治神宮球場移転後
1964年から本拠地を後楽園球場から明治神宮球場へ移転する（移転の経緯については後述のフジサンケイグループ及び明治神宮野球場#プロ野球を参照）。
1964年
7月30日、金田正一が入団2年目の1951年から14年連続となるシーズン20勝を達成。61勝74敗5分、首位阪神と18.5ゲーム差の5位に終わる。オフに林義一の監督更迭・留任を巡り、産経新聞と国鉄は激しく対立。エースの金田が「林監督がそのまま続投した場合移籍するが、解任された場合は残留する」との声明を出したことから国鉄は頑として林の更迭を主張、一方の産経サイドは他社マスコミ（読売新聞、朝日新聞、毎日新聞）により、｢林監督更迭」のスクープを先取りされていたことがあり、議論は平行線を辿り最終的には経営主体の産経サイドが意見を押し切った。林は留任し、金田は10年選手の特権を行使して巨人に移籍した。金田を失ったことにより国鉄は経営意欲を完全に喪失し、フジサンケイグループへ経営権を全て譲渡して経営から撤退することとした。もとより国鉄球団は業務提携後フジサンケイグループの資金力に丸々依存しており、移譲は時間の問題と見られていたが、喧嘩別れで球団譲渡という結末となった。

#### サンケイ時代

##### サンケイスワローズ時代
1965年4月23日、国鉄は球団の経営権を産経新聞とフジテレビに譲渡することを発表し、5月10日、チーム名をサンケイスワローズ（Sankei Swallows）に変更。
1965年
サンケイ初年度となったが、国鉄初年度以来の90敗以上となる44勝91敗5分。首位巨人とは45.5ゲーム差となった。この年からドラフト会議が行われているが、1位指名の河本和昭を始め、11名中9名が入団拒否している。

##### サンケイアトムズ時代
1966年1月7日、少年野球ファン開拓のため という理由に加え、フジテレビで鉄腕アトムが放送されていたことや手塚治虫が当時球団後援会副会長（会長は徳川夢声）だったという経緯もあって鉄腕アトムをペットマークに使い、チーム名をサンケイアトムズ（Sankei Atoms）、運営会社名を株式会社サンケイアトムズに改称。ヤクルト本社が株式を取得して球団運営に参加。これに伴い、球団旗も当時の産経新聞の社旗をアレンジしたものを使っていた。
1966年
52勝78敗で大洋と並んで5位、首位の巨人とは37ゲーム差。
1967年
58勝72敗5分で首位の巨人と26ゲーム差の5位。巨人に3勝23敗の惨敗。後楽園球場で13連敗。武上四郎が新人王を獲得。
1968年
1月28日、神奈川県横須賀市に武山球場が完成、二軍本拠地となる。
5月26日には対広島戦に勝利し、球団通算1000勝を達成。来日2年目のデーブ・ロバーツが40本塁打を打つなどして、ベストナインを獲得。投手では石戸四六がチームとしては金田正一以来となるシーズン20勝を挙げる。64勝66敗4分、首位の巨人とは13ゲーム差の4位。

#### アトムズ時代
産経新聞は本体の業績不振のため、株式の一部をヤクルト本社へ売却。球団経営に積極的だった産経新聞・フジテレビジョン社長の水野成夫が病に倒れ、後を継いだ鹿内信隆がフジサンケイグループの事業見直しを行った結果、不採算だったプロ野球球団経営からの撤退、資本関係のみの継続を決めたもの。当時、ヤクルト本社は水野とは旧知の間柄だった南喜一が代表者を務めていた。実質の経営権はヤクルト本社が握ったが、表面上は共同経営とし、チーム名をアトムズ (Atoms) 、運営会社名を株式会社アトムズ球団とした。これは2リーグ分立以降でチーム名に企業名・地域名などの冠名がつかない唯一の例となった。
1969年
ボブ・チャンスが24試合で12本塁打を記録し、58勝69敗3分で、首位の巨人と16.5ゲーム差の5位だった。

#### ヤクルト時代

##### ヤクルトアトムズ時代
1970年1月7日にヤクルト本社が公式に単独で経営権を持ち、球団名をヤクルトアトムズ（Yakult Atoms）、運営会社名を株式会社ヤクルトアトムズに改称となり、チームカラーもヤクルト本社の社色である赤・白・緑のものとなった（球団旗やユニフォームなどに使用）。

###### 別所監督時代
1970年
序盤から大きく出遅れ、8月には1936年の大東京軍と並ぶ16連敗を喫した。この連敗期間中の8月20日に別所毅彦が監督を解任され、二軍監督の小川善治がシーズン終了まで監督代行を務めた。結局、シーズン92敗を喫し、33勝しかできず、勝率は3割を大きく下回る.264で、首位の巨人に45.5ゲーム差を付けられ最下位に終わる。巨人戦、阪神戦ともに5勝21敗で後楽園球場では13戦全敗。2桁勝利投手ゼロは球団史上初。東条文博が28盗塁で盗塁王。

###### 三原監督時代
1971年
三原脩が監督に就任。チームは52勝72敗6分けの勝率.419と前年より盛り返すものの2年連続最下位に終わる。松岡弘は14勝を挙げた。9月27日、二軍はイースタンリーグで初優勝している。
1972年
前年に三原とともに入団した中西太打撃コーチのマンツーマン指導を受けた2年目の若松勉が首位打者、ルーキーの安田猛も1972年・1973年と2年連続で防御率1位となって頭角を現す。彼らの活躍もあり、この年は最下位を脱出、60勝67敗3分けの勝率.472の4位に浮上。8月12日、二軍は2年連続イースタンリーグ優勝。
1973年
元々鉄腕アトムのイラストについては「限定的に使用する」ことで、手塚治虫および虫プロダクションと合意していたが、球団後援会が作成したファンサービス用グッズ（シャツ・灰皿・トランプなど）にアトムのイラストを使用したことで、前年12月に虫プロ側から「グッズを販売する業者から我々の著作権を侵害していると抗議が殺到した。商品化に結び付けるなら新たに版権の契約を結んでほしい」クレームが来た。その後版権料の問題で交渉がまとまらなかったことから、球団は手塚および虫プロに謝意を示した上で、1月からニックネームの変更の検討を開始した。
検討過程では「パンダ」「ベアーズ」「東京ヤクルト」「ファイアマン」などが挙がったが、「パンダース」は「売春宿の主人」を意味するスラングなことから、早々に候補から外れ、一旦は「ヤクルト・ジャガース」（豹）に内定し、オールスター後から使用すると発表したが、結局シーズン中の球団名変更は見送りとなった。その後の再検討の結果、球団名は「ジャガース」を撤回し、国鉄時代の「スワローズ」を復活させることになった。
このシーズン途中から現役大リーガーのジョー・ペピトーンが入団するも、大リーグ時代からの素行の悪さが改善されることはなく、無断欠場を繰り返した挙句、来シーズン開幕前に退団した。チームは62勝65敗3分けの勝率.488にて2年連続の4位に終わり、三原は監督を辞任。

##### ヤクルトスワローズ時代
前述の著作権問題の経緯と虫プロダクションが1973年11月5日付での倒産不可避となったことが重なり、鉄腕アトムのキャラクター使用を中止した。1973年10月26日、球団名を株式会社「ヤクルト球団」、チーム名を「ヤクルトスワローズ」に変更。キャラクターもツバメをモチーフにしたものに変更。

###### 荒川監督時代
1974年
打撃コーチの荒川博が監督に昇格、コーチで入団した広岡達朗・沼澤康一郎・小森光生と「早大カルテット」を形成した。松岡が17勝、浅野啓司も防御率2位と活躍し、チームは60勝63敗7分けの勝率.488にて13年ぶりのAクラスとなる3位。
1975年
日本ハムとの交換トレードで大杉勝男を獲得したが、結果は57勝64敗9分けの勝率.471の4位。オフに武上四郎が引退。
1976年
5月12日に監督の荒川が成績不振を理由に休養し、翌日からヘッドコーチの広岡達朗が監督代行として指揮を指揮を執ることを発表した。

###### 広岡監督時代
※1976年6月16日までの監督代行時代も含める。
1976年
6月17日から監督代行の広岡が正式に監督として指揮を執ることを発表した。結局、52勝68敗10分けの勝率.433の5位に終わり、国鉄時代の1962年からこの年まで15年連続シーズン負け越しを記録し、セ・リーグワースト記録となる。なお、全球団に負け越したにもかかわらず、最下位を免れたのはNPB史上初めてのケースだった。
1977年
大杉がこの年多くの記録を立て、9月14日の大洋戦では1イニング5本塁打の日本タイ記録を達成した。若松が2度目の首位打者、入団2年目のチャーリー・マニエルが42本塁打を放つ。62勝58敗10分けの勝率.517により、チームは球団創設以来初の2位に躍進。
1978年
前年の2位躍進に気をよくしたフロントは選手に対し「ブラジルへの慰安旅行」を計画したが広岡監督はこれに反対し「旅行するぐらいなら温暖な海外でキャンプを」と希望。これを受けて2月、球団史上初めて日本国外キャンプとなるアメリカ・ユマキャンプを行う。広岡の参謀として巨人時代の同僚だった森昌彦がヘッドコーチで入団、キャンプでテストを受けたデーブ・ヒルトンも加わり打線は厚みを増した。初優勝を狙うチームは前半を首位で折り返すも、後半に入り、失速、3連覇を狙う巨人に抜かれ、8月には一時4.5ゲーム差を付けられるが、8月26日からの対巨人3連戦を松岡の完封、安田の連日の好リリーフで2勝1分けと持ち直し、巨人に代わり首位に返り咲く。9月に初めてマジックが点灯すると、9月19日のダブルヘッダー第2試合、さらに杉浦亨が連日のサヨナラ打を放った20日・21日と3試合連続サヨナラ勝ちを収め、下位球団相手に取りこぼす巨人を尻目に一気に加速、10月4日の対中日戦（神宮）で創立29年目で初のリーグ優勝を本拠地で決めた。これにより、セ・リーグ全球団がリーグ優勝をした。これは、セ・リーグが6球団になった1953年から数えて25年目のことだった。日本シリーズではそれまで3年連続日本一だった阪急ブレーブスを4勝3敗で下し、球団史上初の日本一。この年は開幕から129試合目まですべて得点を挙げていたが、最終戦の広島戦で大野豊に完封負けを喫し、全試合得点とはならなかった。なお、広岡監督が正力松太郎賞、若松がチーム初のセ・リーグ最優秀選手に選出された。
この年から1993年にかけて15年間、日本一から遠ざかることになる。
1979年
マニエルの近鉄への放出を軸としたオフの補強に失敗し、開幕8連敗と大きく出遅れる。5月に盛り返し、5月27日にはマニエルに代わる新外国人ジョン・スコットがサイクル本塁打を放つ活躍で勝率を5割まで戻すが、その後は再び最下位を独走。8月17日に作戦兼バッテリーコーチへの役職変更を申し渡されたヘッドコーチの森と二軍への降格を申し渡された投手コーチの植村が休養し、これに激怒した監督の広岡が辞任し、翌日から打撃コーチの佐藤孝夫が監督代行として指揮を執ることを発表した。結局、48勝69敗13分で1971年以来8年ぶりの最下位。日本一の翌年に最下位に転落するのは1961年の大洋以来18年ぶり2度目の不名誉。

###### 武上監督時代
1980年
武上四郎が球団初の生え抜きとして監督に就任。相性優先のローテーションで巨人・中日・阪神・大洋から15勝以上挙げるが、広島東洋カープに大きく負け越し、結局この年優勝した広島に大差をつけられての68勝52敗10分けの勝率.567、2位に終わった。松岡が最優秀防御率のタイトルを獲得した。オフに福富邦夫が現役を引退した。
1981年
マニエルが近鉄から復帰し、優勝への期待が高まるが、マニエルは年齢的な衰えで12本塁打に止まり、さらに若松、スコットが相次いで負傷し、外野陣が崩壊、出場機会が大幅に増えた代走・守備固め専門の青木実が盗塁王を獲得したが、チームは56勝58敗16分け勝率.491の4位に終わる。
1982年
優勝当時の主力である大杉、大矢明彦、松岡らの衰えと外国人選手ラリー・ハーローらの不振からシーズン序盤より最下位を独走。最終結果は45勝75敗10分け、勝率.375で首位の中日と23.5ゲーム離される。
1983年
ドラフトにて巨人との抽選の末入団交渉権を獲得した荒木大輔が入団し、近鉄とのトレードで井本隆を獲得する。しかし、チームは井本や松岡、ボビー・マルカーノらの不振もあり、53勝69敗8分けの勝率.434にて2年連続最下位に終わった。オフに大杉が現役引退。
1984年
4球団競合の末ドラフト1位で獲得したルーキーの高野光が開幕投手に大抜擢され話題となったが、開幕からチームは不振が続く。4月26日に監督の武上が成績不振を理由に辞任し、翌々日から西鉄・日本ハムでの監督を経験したヘッド兼打撃コーチの中西太が監督代行を務めた。結局、5月24日に監督代行の中西が成績不振を理由に辞任し、翌日から日拓ホームでの監督を経験した投手コーチの土橋正幸が監督代々行として指揮を執ることを発表した。

###### 土橋監督時代
※1984年6月14日までの監督代行時代も含める。
1984年
6月15日から監督代行の土橋が正式に監督として指揮を執ることを発表した。51勝71敗8分けの勝率.418の5位となり、辛くも最下位を免れた。
1985年
明治大学の主砲広沢克己（後に広澤克実）を獲得。八重樫幸雄が捕手として球団初の3割打者、杉浦享も自己最多の34本塁打と活躍したが、チームはシーズン早々から首位戦線から1チームだけ脱落し、神宮で阪神に優勝を決められ、結局46勝74敗10分け勝率.383の最下位。10月9日に若松が2000本安打を達成。オフに優勝バッテリーの松岡と大矢が共に現役を引退した。同年、日本プロ野球選手会は労働組合の資格を得たが、オーナーの松園尚巳は「（親会社の）ヤクルト本社をはじめ、グループ内で労組を結成している会社は無い」として、ヤクルト選手会を労組選手会から脱退させた。
1986年
マルカーノに代わり、大洋を自由契約になったレオン・リーが入団するが、この年もシーズン早々から首位戦線を脱落。10月にマーク・ブロハードの本塁打で巨人優勝の望みを打ち砕くも、2年連続で今度は広島に神宮で優勝を決められ、49勝77敗4分けの勝率.389と2年連続の最下位となり、土橋は辞任。

###### 関根監督時代
1987年
関根潤三が監督、元阪神監督の安藤統男がヘッドコーチに就任。シーズン途中に入団した現役大リーガーボブ・ホーナーが「ホーナー旋風」を起こし、9年ぶりに広島戦に勝ち越し、チームは58勝64敗8分け勝率.475にて4位に浮上。荒木が10勝を挙げて、2年目の荒井幸雄が新人王を獲得。ホーナーはシーズン終了後に退団。この年のドラフト会議で、長嶋一茂との交渉権を大洋と抽選の末に獲得。
1988年
前年に躍進した荒木が故障で途中離脱するなどシーズン5位に終わるが、抑えの伊東昭光が全て救援・規定投球回数未到達ながら18勝で最多勝。広沢と池山隆寛が30本塁打以上を放ち、栗山英樹が規定打席未到達ながら打率.331を記録し台頭。巨人戦も8年ぶりに勝ち越し。長嶋一茂の入団、若手の躍進で女性ファンが急増する。
1989年
新入団のラリー・パリッシュが本塁打王、新人の笘篠賢治が新人王を獲得。高卒3年目の内藤尚行が12勝8セーブと活躍、ドラフト1位の高卒新人・川崎憲次郎も巨人戦完封を含む4勝と躍進。一方でパリッシュ・広沢・池山が共に100三振を記録。55勝72敗3分けの勝率.433にてシーズン4位に終わり、関根が監督を勇退、若松が現役を引退。パリッシュは粗さが目立つために退団となって阪神へ移籍。オフにヤクルト選手会は労組選手会に復帰した。

###### 野村監督時代
1990年
ID野球を掲げる野村克也が監督に就任。チームは前年本塁打王のパリッシュを解雇し（阪神に移籍）、代わりにドウェイン・マーフィーを獲得、さらに当時メジャー133勝の実績を誇ったフロイド・バニスターを獲得した。野村は新人の古田敦也を正捕手に起用、柳田浩一を外野のレギュラーに抜擢、またそれまで捕手だった俊足の飯田哲也をセカンドに、広沢が一塁、開幕マスクを被った秦真司は打撃を活かして外野手にコンバート。高卒2年目の川崎憲次郎が12勝、新人の西村龍次は10勝と躍進。しかし、この年はマーフィーやバニスターの不振及び早期退団、荒木・高野・伊東らの長期離脱、内藤らの不振もあり、58勝72敗の勝率.446。中日戦で7年ぶりに勝ち越したが、優勝した巨人から30ゲーム差もつけられ、目の前で優勝を決められて5位に終わる。オフに栗山英樹が引退。
1991年
ジョニー・レイが加入して、飯田は外野へコンバートされる。6月に球団新記録の12連勝（それまで当時の12球団で唯一、2ケタ連勝がなかった）で一時は首位に立つも、その後失速し優勝争いから脱落するが、最終戦に勝利し3位を確定。67勝63敗2分けの勝率.515にて11年ぶりのAクラスかつ5割以上を記録。広沢が打点王、古田は捕手としては野村以来26年ぶり、セ・リーグでは初の首位打者となる。この年限りで尾花高夫が引退。
1992年
キャンプ中の怪我により前年14勝の川崎を欠く苦しいシーズンとなるも、広島・巨人・阪神との優勝争いとなる。西村と岡林洋一以外の先発陣が手薄だった投手陣は4月に高野、5月に伊東と、故障で長年離脱していたベテランが復活。開幕ダッシュに成功し首位を走るも、7月の巨人との天王山で3連敗。前半戦を3位で折り返す。後半に入ると、前半戦わずか8本塁打のジャック・ハウエルが本塁打を量産し首位に返り咲く。一時は貯金15を数え、逃げ切れるかに見えたものの、100試合を過ぎた辺りから投手陣全体の駒不足に苦しみ始めた挙げ句大失速。チームは9月に入り9連敗 を喫した（この間に、阪神戦で一時抑えに回った岡林による9イニングに及ぶ救援投球という引き分け試合あり）。貯金3の3位まで転落するが、9月24日に荒木が1541日ぶりの復活登板を果たし息を吹き返す。巨人、広島の脱落により、阪神との一騎打ちとなった本拠神宮球場での10月6日からの直接対決2連戦では、まず初戦は広沢の決勝ソロ、岡林の完封により勝利、ともに66勝60敗で並ぶ。翌7日は9回裏1死まで1-3と苦しい展開に追い込まれるも、広沢の四球を足がかりに、飯田の三塁内野適時打、荒井の左前適時サヨナラ打などにより奇跡的な逆転勝利を掴み、一気に優勝に近づいた。10月10日の甲子園での阪神との直接対決でハウエルが2打席連続本塁打、先発荒木の好投を受けて最後は伊東が締めくくり、1978年以来14年ぶりのリーグ優勝。後半戦だけで30本塁打のハウエルは首位打者と本塁打王の二冠となり、MVPも獲得した。最終成績は69勝61敗1分けの勝率.531。日本シリーズは西武ライオンズと対戦。シーズン中同様に怪我人等の投手駒不足で、岡林が7戦中3戦先発完投（延長12回と延長10回が各1試合あり、計30回投球したことになる）、伊東・金沢次男が岡林が完投した試合以外中継ぎで全試合登板（中継ぎのみの登板はこの2名だけ）、シーズン未勝利の高卒新人石井一久を先発で起用と、総力戦で西武に食らいつき、第7戦延長10回まで行きながら3勝4敗で敗退。金沢の他に他球団で実績のある角盈男、新浦壽夫がこの年加入して（ともにシーズン終了後引退）、中継ぎで貢献するなど「野村再生工場」の発端も垣間見えた。同年オフ、長嶋一茂が巨人に移籍。この年のシーズン観客動員数247万7000人は、2024年現在、球団記録である。野村監督は球団をアピールするため、自らを含めて若手選手に積極的なメディア出演を進言したこともあって一躍人気球団となった。
1993年
前年苦しんだ投手陣の底上げを図る。前年不在だったストッパーの座に開幕直後は山田勉、5月からは高津臣吾が座り、先発投手陣では新人の伊藤智仁が故障で離脱するまで7勝、5完投、4完封、防御率0.91の驚異的な活躍で新人王を獲得。岡林は前年の酷使の影響で不調だったが、西村、伊東、荒木、そして故障から復活した川崎憲次郎と宮本賢治が投手陣を支えた。なお、5月19日の対広島戦では、互いに凄まじい打撃戦を展開の上、延長14回17-16にて勝利を収めている。ペナントレースは夏場から中日との一騎打ちとなり、8月末から9月頭のナゴヤ球場での直接対決3連戦での敗北で1度は首位を明け渡したものの、終盤での11連勝などが効き、中日を突き放した。広沢が2度目の打点王、ハウエルがサヨナラ本塁打5本と勝負強さを発揮しリーグ2連覇。広島戦では1987年以来6年ぶりに勝ち越した。日本シリーズでも4勝3敗で西武に前年の雪辱を果たし、1978年以来15年ぶりの日本一、シリーズMVPの川崎はカムバック賞も受賞した。野村監督が現役時代からライバル心を燃やす長嶋茂雄の監督復帰に沸いた巨人とは互いに厳しい内角攻めなどから、翌年まで乱闘騒ぎが続いた。野村監督が正力松太郎賞、古田がシーズンMVPを獲得した。オフに八重樫幸雄と杉浦享が共に現役を引退した。
1994年
前年の日本一を機に帽子のマークが変更され、ペットマークにつば九郎が採用された。高津が最優秀救援投手を初受賞するが、伊東、川崎、西村、荒木ら投手陣の不調・故障離脱が相次ぐ。さらに古田が右手負傷で戦線離脱したことや池山の怪我、ハウエルや新外国人ジェラルド・クラークらの不調も響き、2年連続リーグ制覇から一転して62勝68敗の勝率.477で阪神と同率4位。初優勝時のメンバーで最後の現役選手だった角富士夫が現役を引退した。オフに広沢克がFAを宣言し巨人へ移籍、自由契約のハウエルも巨人に入団する。
1995年
広沢とハウエルが入団した巨人相手に不利が予想されたが、巨人との開幕第2戦を桑田真澄の危険球退場をきっかけに逆転勝ちし流れが一変。打撃陣は古田、飯田がシーズン通して活躍。土橋勝征が野村監督から影のMVPと賞賛される活躍で後半3番に定着、阪神を解雇されたトーマス・オマリーが狭い神宮で本塁打を量産し、自身初の30本塁打。同じくロッテを解雇されたヘンスリー・ミューレンも下位打線で29本塁打を放ち、池山と「第2のクリーンアップ」を形成した。投手陣は春季キャンプでテスト入団の新外国人テリー・ブロスが9月9日の巨人戦でノーヒットノーランを達成、最優秀防御率を獲得する。開幕前に西村とのトレードで近鉄から移籍してきた吉井理人、2年目の山部太、4年目の石井一が揃って二桁勝利。9月30日に本拠地神宮球場にて巨人を5-0で下し、1993年以来2年ぶりのリーグ優勝（最終成績は82勝48敗の勝率.631）。オリックス・ブルーウェーブとの対戦となった日本シリーズでもオマリーが活躍、古田を中心とするバッテリーもイチローを中心とする相手打線を抑え、4勝1敗と1993年以来2年ぶりの日本一を初めて正式な本拠地で決めた。
1996年
ダイエーから移籍の田畑一也が12勝、西武から戦力外通告を受け移籍の辻発彦がリーグ2位の打率3割3分3厘を記録。しかし、シーズンはブロスや山部、高津、古田、ミューレンの不調や岡林、川崎、石井一らの故障による長期離脱が相次ぎベストメンバーをそろえることができず、1度も首位戦線に絡めないまま61勝69敗、勝率.469のリーグ4位に終わる。
1997年
オマリーとミューレンが抜けたものの、この年も「野村再生工場」が冴え渡る。広島を自由契約になった小早川毅彦が入団、開幕戦の巨人戦で、それまで3年連続で開幕戦完封を続けていた斎藤雅樹から3打席連続本塁打。中日から自由契約となった野中徹博が13年目で初勝利、ダイエーから自由契約となった廣田浩章もリリーフ陣を支える。開幕前は低評価だった新外国人のドゥエイン・ホージーが巨人・松井秀喜を抑え本塁打王を獲得。4番の座には古田が就き、本塁打こそ9本だったが、高打率を記録し、「つなぎの4番」として君臨した。投手陣では田畑が15勝、吉井が13勝、伊藤智も高津とのダブルストッパーで復活した。終盤、横浜ベイスターズに最大10あったゲーム差を3.5まで迫られるが、9月2日の直接対決で石井一がノーヒットノーランを達成すると、その後は横浜を突き放し、結果的に11ゲームという大差をつけ、1995年以来2年ぶりの優勝（最終成績は83勝52敗2分け、勝率.615）。日本シリーズでも東尾修監督率いる西武を4勝1敗で退け、4度目の日本一。古田が4年ぶり2度目のシーズンMVPに輝いた。オフに吉井がFAでMLBのニューヨーク・メッツに移籍。
1998年
開幕直前に日本ハムとの交換トレードで野口寿浩を放出し、のちに選手会長となる城石憲之を獲得。同年、高卒新人の五十嵐亮太を擁し、球団史上初のファーム日本選手権制覇を達成した。しかし、一軍は巨人との開幕3連戦3連敗もあって、シーズン当初から波に乗れず、川崎が17勝で最多勝、石井一が最多奪三振を獲得するも、新外国人ライル・ムートンやマーク・エーカー、ホージー、古田ら投打の歯車が合わず66勝69敗、勝率.489の4位に終わる。野村は同年限りで退団し、後任には打撃コーチの若松勉が就任。

###### 若松監督時代
1999年
先発陣（石井一久・伊藤智仁・川崎憲次郎）が総じて1ケタ勝利に終わるなどし66勝69敗、勝率.489の4位と低迷したが、前年まで通算8勝の高木晃次がプロ入り初の規定投球回数に到達 してチームの日本人最多の9勝を、新外国人のジェイソン・ハッカミーがチーム最多の12勝を挙げた。野手陣ではハッカミー同様新外国人のロベルト・ペタジーニが44本塁打を放ち、本塁打王を獲得、オリックスからトレードで来た高橋智が復活をアピールし、主に守備要員だった佐藤真一が突然の打撃開眼でチームを牽引。また、プロ3年目の岩村明憲の成長など、明るい話題もあった。なお、長年続いていたユマキャンプはこの年限りで撤退している。
2000年
石井一久がシーズン最終登板で中日の山本昌を抜いて最優秀防御率のタイトルを獲得する。五十嵐も前半リリーフ登板だけで11勝を挙げる活躍をしたが、チームの好不調の波が激しく、66勝69敗1分け、勝率.489と過去2年と同じ成績で3年連続4位に終わるが、優勝した巨人には16勝11敗と勝ち越した。オフにハッカミーが退団。
2001年
投手陣は川崎がFAで中日に移籍、伊藤智、高木、山部等一軍実績のあるメンバーや新外国人アラン・ニューマン、ジョナサン・ハーストらの故障離脱で先発投手が不足する中、石井一以外、新しい投手陣に様変わり。2年目の藤井秀悟が14勝を挙げ最多勝、巨人を解雇され、テスト入団の入来智とオリックスを解雇され、テスト入団2年目の前田浩継の「リストラ組」もそれぞれ10勝、7勝とローテーションを支え、横浜を解雇された島田直也がチーム2位の53試合に登板。打線も、本塁打と打点の2冠のペタジーニ、打率2位の古田を筆頭にレギュラー8人（他は真中満、宮本慎也、稲葉篤紀、岩村明憲、アレックス・ラミレス、土橋勝征）が全て規定打席到達という安定ぶりで、この年のみ採用の「勝利数優先」の順位決定方式を逆手に取り、巨人を振り切り、1997年以来4年ぶりの6回目のリーグ優勝をした。球団生え抜き監督によるリーグ優勝は球団史上初。10月6日、リーグ優勝を決め、胴上げされた直後のインタビューで、ファンへの感謝を言うべきところ「ファンの皆様、本当に…あのぉ、おめでとうございます！」と言い間違え、球史に残る名言となった。
日本シリーズでは大阪近鉄バファローズと対戦。近鉄自慢の「いてまえ打線」を封じ込めて4勝1敗で1997年以来4年ぶり5回目の日本一になった。球団生え抜き監督による日本一は球団史上初。オフに石井一がロサンゼルス・ドジャースに移籍。
この年のセ・リーグは勝数で順位を決定した。ただし、勝数が最も多い球団と勝率が最も高い球団が異なる場合はプレーオフで優勝決定する方式へと変更し、マスコミ等に掲載される順位表も勝数順とされた。しかし、各球団試合消化数には違いがあり、実際に優位に立つのは勝率の高いチームだった。
ドーム球場をフランチャイズとして順調に試合を消化した巨人に対し、雨天中止があるヤクルトは例年に比べてさらに試合消化が鈍かったことから、前半戦終了時には巨人の方が試合数が多いため、勝数も多く首位に立ったが、勝率ではヤクルトが上回り、ゲーム差（勝数優先の順位表では表示されなかったが）でも4.5をつけていた。この「隠れ首位」の状態は8月まで続いた。
このような経緯があったのか、翌年からは勝率優先の順位へと戻った。ただし、プレーオフで優勝を決定する方式は勝率が最も高い球団の勝利数が勝率が2番目に高い球団を下回った場合のみ開催される規定に変更された上で2007年のクライマックスシリーズ導入まで存在した。
ヤクルトは2006年からチーム名を東京ヤクルトスワローズに変更するため、ヤクルトスワローズとしてのリーグ優勝・日本シリーズ・日本一はこの年が最後となったが、それと同時にこの年から2021年にかけて20年間、日本一から遠ざかることになる。
この年は21世紀最初のペナントレースおよび日本シリーズだったため、ヤクルトは「21世紀最初のセ・リーグ日本一球団」となった。
2002年
チームは2位を確保。ルーキー・石川雅規が12勝を挙げ新人王に、石井弘寿が69試合に登板し最優秀中継ぎ投手に選出された。また、前年に途中入団したケビン・ホッジスが最多勝を獲得した。黄金時代を支えた池山隆寛はこの年限りで引退。オフにペタジーニが巨人に移籍した。
2003年
シーズン前に西武を自由契約となっていた鈴木健を獲得。高津臣吾が佐々木主浩の持つ通算229セーブのプロ野球記録を更新し、最優秀救援投手を獲得した。高津はオフに大リーグのシカゴ・ホワイトソックスに移籍。また、来日3年目のアレックス・ラミレスが本塁打王・打点王・最多安打と3つのタイトルを獲得し、ペタジーニの穴を埋める活躍を見せた。チームは中日・巨人・広島とのAクラス争いの末、巨人と同率の3位。
2004年
年間の総得失点差が－73点だったにもかかわらず、最終戦で巨人を抜き72勝64敗の2位でシーズンを終え、球団史上初の4年連続Aクラスを達成した。オフに稲葉篤紀が日本ハムへFA移籍。
2005年
4月24日、古田が捕手としては野村克也以来史上2人目、大学・社会人を経てプロ入りした選手としては史上初の通算2000本安打を達成。シーズン結果は4位。シーズン終了後、若松は監督を退任。後任は古田が選手兼任監督として就任した。二軍はこの年から社会人大会に出場している（詳細）。オフにメジャーから日本への復帰を果たした石井一を2年契約により獲得し、広島の4番打者だったグレッグ・ラロッカも獲得するなど、積極補強に動いた。
2025年現在、ヤクルトスワローズ時代から一貫して在籍し続けている現役生え抜き選手は石川雅規だけである。

##### 東京ヤクルトスワローズ時代
2005年12月19日のプロ野球実行委員会で古田の悲願だった地元密着型として「東京ヤクルトスワローズ」へのチーム名変更が全会一致で承認され、ユニフォームに国鉄時代以来となる「Tokyo」の文字が復活した。

###### 古田監督時代
2006年
前年同様、リック・ガトームソンがノーヒットノーランを達成するなどの活躍で交流戦2位になるが、交流戦終了後はほぼ5割ラインに停滞し続ける。結果は3位となり、2004年以来2年ぶりにAクラスは確保したが、優勝争いにからむことはほとんどなかった。11月4日には神宮球場において東京六大学選抜とヤクルトによるアマ・プロ交流試合が実施され、外国人選手とFA移籍を控えた岩村を除く一軍メンバーが出場。試合は3対2でヤクルトが勝利している。オフに岩村がタンパベイ・デビルレイズ（当時）へ移籍。ガトームソンがソフトバンク、ラロッカがオリックス・バファローズへ移籍。
2007年
五十嵐亮太、石井弘寿の「ロケットボーイズ」が手術の影響でシーズンを棒に振ったのを皮切りに、ディッキー・ゴンザレス、アダム・リグス、高津臣吾などの主力級が次々と離脱、全く戦力が整わず、シーズンはナゴヤドームでの開幕3連戦3連敗から1度も立ち直れず、143試合目で1986年以来21年ぶり、球団名変更後初の最下位が確定した。8月から東京のUHF、東京メトロポリタンテレビジョン（TOKYO MX）で2007年度初のテレビ中継が開始。以前から年間数試合は中継があったが、2013年からは福岡ソフトバンクホークス主催の対ヤクルト戦ビジターゲームのみ中継している。9月、古田の現役引退・退団が発表された。なお、伊東昭光も辞意を表明したため、チーム最年長コーチの八重樫幸雄がヘッドコーチ代理を兼任していた。後任監督は高田繁、一軍投手コーチに荒木大輔がヤクルトに復帰した。最終的に青木宣親が首位打者、アレックス・ラミレスが打点王・最多安打、セス・グライシンガーが最多勝投手になるが、ラミレスとグライシンガーの両外国人選手が巨人、石井一久がFAで西武に移籍。石井の人的補償として福地寿樹を獲得。年明けには藤井秀悟を交換要員とする3対3トレードを日本ハムと行い、押本健彦、川島慶三らを獲得した。グライシンガーに変わる外国人として韓国プロ野球で通算90勝を挙げ、この年も22勝及びシーズンMVP、最優秀防御率、最優秀勝率、ゴールデングラブ賞を獲得したダニエル・リオスを2年総額は最大で380万ドルで獲得した。

###### 高田監督時代
2008年
前年チーム勝利数1位グライシンガー（16勝）、2位石井一久（9勝）、3位藤井秀悟（7勝）が軒並み移籍し、残った選手の勝ち星が4勝以下だった事もあり不安視されたが、巨人に開幕3連勝をするなど4月終了時は3位に立った。しかし、石川雅規、館山昌平に続く先発投手が中々出てこず、柱として期待した22勝投手のリオスは、6月28日禁止薬物使用が発覚し1年間の出場停止を受け7月14日に自由契約となった。野手では福地寿樹や飯原誉士をはじめとする俊足の選手が中心となったが、前年本塁打王争いを演じたアーロン・ガイエルの離脱などで長打力に欠けた。夏場には北京オリンピックで青木と宮本が離脱したため戦力が安定せず、シーズン終盤に8連敗（そのうち3試合がサヨナラで7試合が1点差）を喫し、CS争いを繰り広げる中日、広島に引き離され、5位に終わった。先発では石川、館山が共に復活し、12勝を挙げ、3年目の村中恭兵が負け越しはしたものの、先発ローテーションに入り、6勝を挙げた。さらに、前年まで崩壊していたリリーフ陣が怪我で苦しんでいる最中に林昌勇、押本健彦が活躍し、前年登板が無かった五十嵐が復活、先発で結果が出なかった松岡健一が転向し、結果を残すなど、整備が進んだ。オフに長打補強のため、ジェイミー・デントナ、中日を自由契約となった森岡良介、ソフトバンクを自由契約となった吉本亮を獲得し、オリックスを自由契約となった田中祐貴と育成契約を結び、横浜からFA宣言した相川亮二を獲得（ヤクルトでは初のFA獲得）。
2009年
序盤から2位をキープし、5月11日に田中祐貴を支配下選手に復帰させ、前半戦で貯金を最大14まで伸ばしたが、後半戦に入った途端に急失速、8月には1971年8月以来となる月間18敗（7勝）、9月にも1992年以来の9連敗を喫し、さらにはチームを支えてきた田中浩康や飯原、宮本、川島慶三といった主力が怪我で離脱、宮本が強行出場するなど、厳しい状態が続き、一時は阪神や広島に抜かれ、5位に転落した。しかし、高木啓充や鬼崎裕司の登場で息を吹き返し、10月9日の対阪神戦との直接対決に勝利して3位が確定し、2006年以来3年ぶりのAクラス入りで球団史上初のクライマックスシリーズ出場を決めたが、結果的に後半戦の大失速が響き、球団史上初の勝率5割未満のクライマックスシリーズ出場チームとなっている。
中日とのクライマックスシリーズ第1ステージでは第1戦は石川の好投とデントナの逆転本塁打で勝利したが、新型インフルエンザにより、選手が離脱したことも響いて、2・3戦と中日に2連敗。1勝2敗で敗退した。オフに阪神からFA宣言した藤本敦士を獲得。五十嵐亮太がニューヨーク・メッツにFA移籍。
2010年
藤本敦士の活躍で開幕3連戦で鬼門の東京ドームで勝ち越すなど、好調な滑り出しだったが、4月中旬以降は失速。交流戦で9連敗を喫するなど、一時は最下位に転落した。5月26日の対東北楽天ゴールデンイーグルス戦をもって監督の高田が成績不振の責任を取って休養・辞任し、併せてヘッドコーチの小川淳司が監督代行として指揮を執ることを発表した。

###### 第1次小川監督時代
※2010年の監督代行時代も含める。
2010年
6月に打線の補強のために新外国人としてジョシュ・ホワイトセル、トレードではリリーフ陣の補強として渡辺恒樹や山岸穣を獲得。小川体制になってからは野手陣と投手陣共に奮起し、徐々にチーム状況が好転していく。6月に14勝8敗、7月に11勝8敗、8月に10連勝を含む18勝8敗と大きく勝ち越した。8月24日の対横浜ベイスターズ戦で勝率を5割に復帰させ、その後も勝率5割前後を維持しながら3位とのゲーム差を徐々に詰め、最小で3.5ゲームまで3位との差を詰める。しかし、最終的には前半戦の不振が響いた形となり、4位に終わり、CS進出はならなかったが、成績は72勝68敗4分けと2004年以来6年ぶりに勝ち越した。翌年から監督代行の小川が正式に監督として指揮を執ることを発表した。
この年は首位中日に相性が良く、セ・リーグ5球団が苦手としたナゴヤドームでリーグ唯一の勝ち越し（シーズン通算で7勝4敗1分。小川体制移行後に限れば5勝1敗）、シーズン対戦成績も15勝8敗1分と唯一勝ち越し、特に小川体制移行後は12勝3敗と圧倒し、高田監督時代に非常に苦手としていた3位巨人に対しても、後半戦は同一カード3連勝を含む対巨人戦5連勝などもあり、小川体制に代わってからは8勝7敗1分と勝ち越した。
2011年
東日本大震災の影響により、開幕日が当初の3月25日から4月12日に延期された。開幕直後はウラディミール・バレンティンや畠山和洋などが好調で4月下旬にはセ・リーグの首位に立った。その後も首位をキープし続け、8月には阪神に一時詰め寄られるも、9月に9連勝して阪神の追撃をかわし、対巨人戦は12勝8敗4分と2000年以来11年ぶりに勝ち越した。しかし、バレンティンや畠山ら主軸打者がシーズン終盤から相次いで打撃不振に陥ったことに加え、主力選手の離脱が相次ぎ、最大10ゲーム差をつけていた2位中日との直接対決は9月以降で1勝8敗と大きく負け越し、2位に後退したため、最終的には70勝59敗15分、首位とは2.5ゲーム差で2001年以来10年ぶりのリーグ優勝を逃した。10月25日に明治神宮球場で行われた引退試合を最後に石井弘寿が現役を引退した。クライマックスシリーズファーストステージで巨人に2勝1敗で勝利、球団史上初のファイナルステージに進出したが、中日に2勝4敗で敗退した。バレンティンが本塁打王を獲得。オフに青木宣親がポスティングシステムでミルウォーキー・ブルワーズに移籍。
2012年
3月19日には球団事務所が東京都港区の東新橋から明治神宮野球場にほど近い北青山に移転した。3月30日の開幕・巨人戦で球団史上初の開幕戦完封勝ちを記録（対する巨人は球団史上初の開幕戦完封負け）し、4月24日に対中日戦（神宮）に勝利し、首位タイとすると、続く26日の同カードでも勝利して単独首位に立つが、交流戦では5月30日に対日本ハム戦（神宮）に敗れ、1973年以来39年ぶりとなる10連敗を記録するなど、9勝15敗の最下位に終わり、巨人・中日の首位争いから後退、前半戦は広島と同ゲーム差の4位となり、後半戦は広島との3位争いとなる。9月29日、対中日戦（神宮）に0対4で敗れたが、この日広島も阪神に敗れたため、3位が確定し、2年連続クライマックスシリーズ出場が決定した。クライマックスシリーズファーストステージでは中日と対戦。1勝1敗とした第3戦で1対0でリードしていた8回裏にトニ・ブランコに満塁本塁打を打たれて逆転され、1勝2敗で敗退した。福地寿樹、宮出隆自が現役を引退し、林昌勇が退団した。5月4日に宮本慎也が通算2000本安打を達成した。バレンティンが2年連続本塁打王を獲得。オフに元楽天の岩村明憲が7年ぶりに復帰。
2013年
5月に広島（8月以降にも3位）、6月に中日、7月にDeNAに3位を奪われ、最下位に低迷。9月23日の対阪神戦（甲子園）に0対2で敗れ、クライマックスシリーズ進出の可能性が消滅し、2010年以来3年ぶりのBクラス、続く10月1日の対巨人戦（神宮）に1対0で敗れ、2007年以来6年ぶりの最下位が確定した。本拠地では31勝32敗1分だったが、ビジターでは26勝51敗3分と大きく負け越した。投手では新人の小川泰弘が16勝4敗で最多勝と勝率第1位投手賞の2冠、野手ではバレンティンが8月に日本プロ野球新記録の月間18本塁打を記録するなど、本塁打を量産、9月15日の対阪神戦（神宮）で日本プロ野球新記録のシーズン56号本塁打とアジア野球新記録の57号本塁打を記録し、この年60本として3年連続本塁打王を獲得した。しかし、バレンティン以外は規定打席到達者が出ないなど、野手陣の不調・故障が響いた。宮本慎也、藤本敦士が現役を引退した。
2014年
7月以降はDeNAに5位を奪われ、最下位に低迷。9月22日に小川淳司監督が球団に申し入れ、今季限りで監督を辞任することを会見で表明、9月29日の対広島戦（マツダスタジアム）に敗れ、2年連続最下位が確定した。打撃陣は規定打席に到達して3割2桁本塁打を達成した選手を5人（山田哲人、雄平、畠山和洋、川端慎吾、バレンティン）擁し、チーム打率・得点数はリーグトップだった反面、規定投球回に到達した投手はリーグ防御率最下位の石川雅規のみであり、チーム防御率・失点数は最下位だった。10月8日、後任にチーフ打撃コーチの真中満の就任が発表された。
オフに相川亮二が読売ジャイアンツにFA移籍。2年続けて最下位に陥った低迷から脱却するため、大型補強を敢行した。千葉ロッテマリーンズからFA宣言した成瀬善久、北海道日本ハムファイターズからFA宣言した大引啓次、メジャーリーガーのローガン・オンドルーセック、読売ジャイアンツにFA移籍した相川の人的補償として奥村展征を獲得。

###### 真中監督時代
2015年
開幕後はプロ野球記録となる14試合連続3失点以下を達成するなど、投手陣が好調だったこともあり、一時は首位に立ったが、5月に入ると9連敗を喫し、最下位に転落した。バレンティンやラスティングス・ミレッジら主軸選手の怪我もあり、5月22日にミッチ・デニング（新潟アルビレックスBC）と基本合意した。前半戦は4位ながらも首位・DeNAとは僅差の状態でターンした。後半戦突入後は阪神・巨人とのデッドヒートの末、9月24日の対DeNA戦に4-2で勝利し、2012年以来3年ぶりのAクラス入りとセ・リーグ一番乗りでのクライマックスシリーズ進出を決め、9月27日の対巨人戦に勝利し、優勝へのマジックナンバー「3」を点灯させた。そして10月2日の対阪神戦（神宮）に2-1で勝利し、2001年以来14年ぶり、チーム名変更後初のリーグ優勝を前身を含め、本拠地で決めた。前年度最下位からのリーグ優勝は1976年の巨人以来となり、2年連続最下位からのリーグ優勝は2001年の大阪近鉄バファローズ以来となった。また、巨人と中日以外のチームがリーグ優勝を果たすのは2005年の阪神以来10年ぶりである（2006年から2015年の間は中日と巨人がリーグ優勝をしていた）。バーネットが自身2度目となる最多セーブ投手、川端慎吾が首位打者と最多安打、山田哲人が本塁打王と盗塁王と最高出塁率、畠山和洋が打点王のタイトルを獲得し、山田は史上9人目となるトリプルスリーも達成した。なお打撃三部門をヤクルトの選手が独占したが、過去には三冠王や二冠王+他の同僚選手が一冠はあるものの、「同一チームの異なる3選手で打撃タイトル三部門を一冠ずつを獲得」は、今回のヤクルトが史上初である。クライマックスシリーズでも4勝1敗（アドバンテージの1勝を含む）で巨人を下し、2001年以来14年ぶりの日本シリーズ出場が決定。日本シリーズでは福岡ソフトバンクホークスと対戦する中、10月29日に明治神宮球場で行われた第5戦を最後に松元ユウイチが現役を引退した。その後、5戦全て先発投手が5イニング持たずに1勝4敗で敗れ、2001年以来14年ぶり、チーム名変更後初の本拠地での日本一を逃した。
オフにオリックスを自由契約となった坂口智隆、北海道日本ハムファイターズを自由契約となった鵜久森淳志を獲得。バーネットがテキサス・レンジャーズに移籍。由規が肩の負傷を理由に戦力外として育成契約を結んだ。
2016年

3月23日、選手10名が去年夏の高校野球決勝の勝利チームを予想し、賭け金を集め、予想の当たったものに分配していたことが発覚した。
チームは主砲のバレンティンを欠いたことが響き、2007年以来9年ぶりの開幕4連敗を喫した。5月30日に新外国人としてジェフンを獲得。以降もドラフト1位ルーキーの原樹理が右肩甲下筋肉離れ、エースの石川が左脹脛痛、館山も右肘の手術と投手陣だけでなく、山田が左第八肋骨骨挫傷、昨年首位打者の川端が右足舟状骨骨折、打点王の畠山も左手首痛、雄平が左脇腹痛、大引も腰痛で離脱と昨年にはなかった主軸の故障者が続出したことで、下位に低迷した。6月26日の中日戦では守護神・オンドルセクが守備固めで入っていた比屋根渉のミスで同点に追い付かれたことに対し、降板後に暴言を吐き、謹慎処分が下された事が引き金となって7月21日に退団し、更なる苦境に陥った。低迷するチーム状況の中、7月5日に由規を支配下選手に復帰させ、17日にオリックスから八木亮祐とのトレードで近藤一樹を獲得し、テコ入れを図り、由規が24日の対中日戦で1786日ぶりの勝利を挙げた。しかし、9月19日にDeNAが勝利したことで、2014年以来2年ぶりのBクラスと2008年以来8年ぶりの5位が確定した。9月28日に明治神宮球場で行われた引退試合を最後に森岡良介が現役を引退した。山田が2年連続のトリプルスリーを獲得したものの、投手陣はチーム防御率4.73（5位DeNAと約1点差）、失点694（5位DeNAと106点差）とセ・リーグ最下位、1970年以来の2桁勝利投手ゼロと不名誉な記録を残した。
オフに田中浩康が自由契約となった（DeNAに移籍）。
2017年
前年と同じく川端、畠山、バレンティン、中村悠平、小川、秋吉亮、雄平、大引らチームの主力級に故障が相次ぎ、交流戦から終盤にかけて最下位に低迷。5月30日のオリックス・バファローズ戦から6月10日の千葉ロッテマリーンズ戦まで10連敗、7月1日の阪神戦から7月21日の阪神戦まで14連敗を喫した。前半戦だけで二度の10連敗以上の大型連敗を喫し、これは1956年の高橋ユニオンズ以来61年ぶりであった。7月26日の対中日ドラゴンズ戦（神宮）で史上4度目、セントラル・リーグでは66年ぶりとなる最大10点差（延長10回）をひっくり返しての逆転勝利を収めるも、記録的な低迷は続き、最終的には球団ワースト記録を更新する96敗を喫し、2014年以来3年ぶりの最下位が決定した。また、チーム打率・得点・本塁打もリーグ最下位に終わった。真中監督が辞任し、後任監督として2014年まで指揮を執った小川淳司が復帰することになった。オフに青木宣親が7年ぶりに復帰。

###### 第2次小川監督時代
2018年
序盤は苦戦したものの、交流戦開始頃から巻き返し、6月17日の日本ハム戦に勝利して初めて交流戦最高勝率を決めた。過去2年は怪我人に泣かされたが、大きな故障者も出ず、後半戦でもAクラスを維持し、10月1日に2015年以来3年ぶりとなる3位以内とクライマックスシリーズ進出が決定した。2日のDeNA戦に3-2で勝利して2位が確定し、神宮球場でのクライマックスシリーズ開催権を得た。しかし、迎えたクライマックスシリーズでは巨人に2連敗し、2015年以来3年ぶりの日本シリーズ進出はならなかった。松岡健一、武内晋一、山本哲哉、鵜久森淳志が現役を引退した。
オフに成瀬善久が自由契約となった（オリックスに移籍）。ソフトバンクを自由契約となった寺原隼人を獲得。
2019年
1月30日にソフトバンクを自由契約となった五十嵐亮太が10年ぶりに復帰。4月26日と5月26日に青木宣親、山田哲人、バレンティンによる同シーズン2度の三者連続本塁打を記録したが、5月14日から6月1日にかけてリーグワーストに並ぶ16連敗を喫する など、序盤から苦しんだ。シーズンを通しては山田哲人、村上宗隆、バレンティンの3人が30本塁打以上を記録したが、投手陣が苦しんだこともあり、前年の2位から一転して借金23の最下位に沈んだ。小川淳司監督の辞任が決定し、宮本慎也ヘッドコーチの辞任も発表され、次期監督には二軍監督を務めていた高津臣吾（2022年からは「髙津臣吾」表記）が就任することとなった。村上宗隆は高卒2年目ながら36本塁打96打点を記録し、新人王のタイトルを獲得、10代におけるシーズン最多本塁打を更新、中西太が1953年に記録した高卒2年目以内の最多本塁打に並んだ。ドラフトでは目玉であった星稜高校の奥川恭伸を3球団競合の末に交渉権を獲得した。また、メジャー通算1367安打、14年は青木と同僚で15年には遊撃手としてゴールドグラブ賞を受賞したアルシデス・エスコバー、楽天を退団した嶋基宏、今野龍太、ソフトバンクとの再契約を保留していた長谷川宙輝を支配下選手として獲得。9年間在籍して主軸を張ってきたバレンティンがソフトバンクに移籍。館山昌平、畠山和洋、三輪正義、寺原隼人が現役を引退した。
この年は令和最初のペナントレースだったため、ヤクルトは「令和最初のセ・リーグ最下位球団」となった。

###### 高津（→ 髙津）監督時代
2020年
新型コロナウイルス感染拡大の影響で3月20日に予定されていたプロ野球の開幕は延期されることになり、6月19日に無観客試合で開幕した。序盤は上位争いを展開していたが、徐々に失速していった。10月14日のDeNA戦からベンチ担当の斎藤隆投手コーチとブルペン担当の石井弘寿投手コーチを入れ替えるなどしたが、2年連続最下位に終わった。五十嵐亮太、中澤雅人、井野卓が現役を引退した。
オフに風張蓮、近藤一樹が自由契約となった（風張はDeNA、近藤は香川オリーブガイナーズに移籍）。長打力不足による貧打解消のため、前パイレーツのホセ・オスナ、前インディアンスのドミンゴ・サンタナ、ソフトバンクを退団した内川聖一を獲得。
2021年
開幕からサンタナ、オスナ二人を欠いたことが響き、開幕3連敗スタート、4戦目に初勝利を挙げた翌日に青木・川端を中心とした主力選手のコロナウイルスの離脱など出だしは苦難のスタートだったが、サンタナ、オスナ加入後のチームは投打ともに充実した成績を残し、7月時点で最大7ゲーム差をつけられていた阪神を追い抜き、9月以降は首位を堅持し、10月26日に2015年以来6年ぶりのリーグ優勝。CSは読売ジャイアンツ相手に勝利し、2015年以来6年ぶりの日本シリーズ出場が決定した。シリーズはオリックス相手に全6試合2点差以内の接戦の中、4勝2敗で制し、2001年以来20年ぶり、チーム名変更後初の日本一を達成した。
先発含めて二桁勝利を挙げた投手は不在だったが、打者陣は村上がキャリアハイの39本塁打・112打点、山田も34本塁打を放ち、5年ぶりに100打点をマーク。塩見が中堅手に定着し、オスナとサンタナの両助っ人が1年通して機能した。
2022年
セ・リーグ初の交流戦完全優勝と1993年以来29年ぶりのセ・リーグ連覇を達成。村上がシーズンを通して圧倒的な成績を残し、9月13日には日本選手最多タイとなるシーズン55本塁打を記録した。村上は最終的に日本選手単独最多56本塁打を放ち、打撃三部門すべてのタイトルを獲得し令和初の三冠王となった。
CSは阪神をスイープ（3戦全勝）して2年連続で日本シリーズに進出した。日本シリーズは前年と同様、オリックスとの顔合わせとなり、神宮での第1戦、京セラドーム大阪での第3戦は勝利し、第2戦も3点ビハインドの9回に内山が同点の3ランホームランで追いつき引き分けたが、シリーズを通して前年の日本シリーズは全て青木が務めていた2番が固定出来ず.174。村上の前を打つ3番がノーヒットだったのと抑えのマクガフが第5戦と第6戦で悪送球を犯して足を引っ張り、その村上も.192と低調で第4戦と第6戦は完封負け。第5戦はマクガフが吉田正尚にサヨナラの2ランホームランを浴び、第7戦は先発のサイスニードが1番に入った太田椋に日本シリーズ史上初の初球先頭打者本塁打を浴びると、5回2アウト満塁のピンチでは吉田正に押し出しのデッドボールを与えたのに続き、杉本裕太郎の放った打球をセンターの塩見（シーズンは2エラー）が後ろに逸らすミスを犯してしまい、走者一掃の3点タイムリーエラーとなり、これが致命傷となった。8回には村上のタイムリーとオスナのホームランで1点差に詰め寄るも、4-5で4連敗を喫し、2勝4敗1分けで2015年以来7年ぶりの本拠地での日本シリーズ敗退となり、2001年以来21年ぶり、チーム名変更後初の本拠地での日本一と同時に球団史上初の連続日本一を逃した。そのオスナも2勝1分だった第3戦までは13打数8安打と当たっていたのが、4連敗を喫した第4戦以降は17打数3安打とブレーキになってしまった。
2023年
開幕5連勝（球団新記録）と上々のスタートとなったが、GW前に7連敗、5月に12連敗を喫し、5月終了時点で最下位に低迷。前半戦は村上宗隆のWBC以来の不調、塩見泰隆の欠場が響いた。前年38セーブのマクガフの穴は田口麗斗が埋めたが、ブルペン陣も前年までの精密さを維持できず、2020年以来3年ぶりのBクラスと2016年以来7年ぶりの5位が確定した。個人タイトルは0人で、ベストナイン・ゴールデングラブ・月間MVPにも1人も選ばれなかった。
2024年
4月29日の巨人戦（東京ドーム）で勝利し、1950年に国鉄スワローズとして創設以来、球団通算4500勝目を挙げた。8月終了時点で最下位に低迷したものの、翌月18日に中日が阪神に敗れたことで、シーズン初の最下位脱出が決まり、最終的には辛うじて2年連続5位が確定した。吉村貢司郎とリリーフで60登板23ホールドの大西広樹が9勝、サンタナが最高出塁率、長岡秀樹が最多安打のタイトルを獲得した。
2025年
FAにより楽天から茂木栄五郎が加入。開幕時点で主力の村上・塩見・山田を故障で欠き、巨人との開幕戦で5点リードを逆転されるなど、開幕カード3連敗と不穏なスタートとなった。ほどなく山田が復帰したものの、今度は長岡が長期離脱、交流戦は最下位、茂木も手術で今季絶望となり、投手は高橋が抹消、5位から大きく離された最下位で進んだ。球宴を挟み史上初の借金20以上からの8連勝を達成、その間に村上が復帰即本塁打や山田の球団新記録通算305本塁打などを記録した。

## チーム成績・記録
- チームに関する記録に関してのみ記載する、所属選手・監督の個人記録に関しては各個人のページ参照。

### 試合、勝敗、勝率に関する記録

1950年から2016年までの順位の変遷。赤い丸は日本シリーズ優勝を示す

- リーグ優勝 9回

（1978年、1992年 - 1993年、1995年、1997年、2001年、2015年、2021年 - 2022年）
- 日本一 6回

（1978年、1993年、1995年、1997年、2001年、2021年）
- セ・パ交流戦優勝・最高勝率 2回（2015年から2018年までは最高勝率）

（2018年、2022年）
- クライマックスシリーズ優勝 3回

（2015年、2021年 - 2022年）
- Aクラス 22回

（1961年、1974年、1977年 - 1978年、1980年、1991年 - 1993年、1995年、1997年、2001年 - 2004年、2006年、2009年、2011年 - 2012年、2015年、2018年、2021年 - 2022年）
- Bクラス 53回

（1950年 - 1960年、1962年 - 1973年、1975年 - 1976年、1979年、1981年 - 1990年、1994年、1996年、1998年 - 2000年、2005年、2007年 - 2008年、2010年、2013年 - 2014年、2016年 - 2017年、2019年 - 2020年、2023年 - 2024年）
- 最下位 18回

（1953年、1960年、1962年、1965年 - 1966年、1970年 - 1971年、1979年、1982年 - 1983年、1985年 - 1986年、2007年、2013年 - 2014年、2017年、2019年 - 2020年）
- 連続Aクラス入り最長記録 4年（2001年 - 2004年）
- 連続Bクラス最長記録 12年（1962年 - 1973年）
- 最大連勝 12連勝（1991年）
- 最大連敗 16連敗（1970年、2019年）
  - いずれも間に引き分けを挟んでいない連敗としては日本プロ野球ワースト記録である（引き分けを挟んだ場合の記録は1998年におけるロッテの18連敗）。
- 同一球場同一対戦相手の連敗記録 20連敗（1分け挟む）（1965年 - 1966年、神宮球場において中日相手に喫したもの。セ・リーグ記録[注釈 28]）
- すべて3点差以内の12連敗（1分け挟む）（2023年、プロ野球2リーグ制以降で史上初）
- 前年優勝チームによる12連敗（2023年、プロ野球史上初）
- 最多勝 83勝（1997年）
- 最多敗 96敗（2017年）
- 最多引分 18分（2021年）[注釈 29]
- 最高勝率 .631（1995年）
- 最低勝率 .264（1970年）
- 最小ゲーム差 2.5ゲーム（2011年）
- 最大ゲーム差 57.5ゲーム（1950年）

### その他の記録
- 1シーズン最多併殺打 140個（1996年、セ・リーグ記録）
- 1シーズン連続試合得点 129試合（当時は130試合制、1978年4月1日(開幕戦)から10月8日まで、日本プロ野球記録）
- ゲーム最多得点 22（1955年7月13日・対広島）
- ゲーム最多失点 22（1999年7月22日・対横浜）
- 最多本塁打 181本（2004年）
- 最少本塁打 36本（1951年）
- 最高打率 .283（2003年）
- 最低打率 .201（1962年）
- 最高防御率 2.29（1961年）
- 最低防御率 4.76（1984年）
- 連続安打打席数 11（2009年6月14日・対オリックス、日本プロ野球記録&ギネス世界記録）
- 開幕14試合連続失点3点以下（2015年、日本プロ野球記録）
- 延長1イニング最多得点 12（2019年4月10日・対広島、日本プロ野球記録）
- 開幕5試合 合計失点2点以下（2023年、プロ野球2リーグ制以降で史上初、プロ野球史上80年ぶり2度目）
- 開幕5試合で4度の完封勝利（2023年、プロ野球2リーグ制以降で史上初、プロ野球史上80年ぶり2度目）

### チーム個人記録
完全試合達成者
- 宮地惟友 1956年9月19日 対広島カープ （石川県営兼六園野球場） 球団初、プロ野球史上3人目
- 金田正一 1957年8月21日 対中日ドラゴンズ（中日スタヂアム）
- 森滝義巳 1961年6月20日 対中日ドラゴンズ（後楽園球場）

ノーヒットノーラン達成者
- 金田正一 1951年9月5日 対大阪タイガース（大阪スタヂアム） 球団初、NPB最年少記録（18歳35日）
- 大脇照夫 1956年5月3日 対中日ドラゴンズ（中日スタヂアム）
- テリー・ブロス 1995年9月9日 対読売ジャイアンツ（東京ドーム）
- 石井一久 1997年9月2日 対横浜ベイスターズ（横浜スタジアム）
- リック・ガトームソン 2006年5月25日 対東北楽天ゴールデンイーグルス（明治神宮野球場） 交流戦では初、及び球団としては本拠地での初達成
- 小川泰弘 2020年8月15日 対横浜DeNAベイスターズ（横浜スタジアム）

通算2000本安打達成者
いずれも名球会メンバー
- 大杉勝男 1981年7月21日 対中日ドラゴンズ（浜松球場） 投手小松辰雄
- 若松勉 1985年10月9日 対阪神タイガース（阪神甲子園球場） 投手リチャード・ゲイル
- 古田敦也 2005年4月24日 対広島東洋カープ（坊っちゃんスタジアム） 投手大竹寛
- 宮本慎也 2012年5月4日 対広島東洋カープ（明治神宮野球場） 投手福井優也

通算200勝達成者
名球会創設メンバーだが、その後退会状態となった
- 金田正一 1958年6月6日 対大阪タイガース（後楽園球場） NPB最年少記録（24歳10ヶ月）

通算250セーブ達成者
名球会メンバー
- 高津臣吾 2003年8月16日 対中日ドラゴンズ（ナゴヤドーム） NPB史上初

シーズン200本安打達成者
- 青木宣親（2005年・2010年）NPB史上2人目、複数回の達成はNPB史上初
- アレックス・ラミレス（2007年）NPB史上3人目、右打者の達成はNPB史上初

トリプルスリー達成者
- 山田哲人 打率.329 本塁打38本 盗塁34個（2015年）プロ野球史上9人目、球団史上初
- 山田哲人 打率.304 本塁打38本 盗塁30個（2016年）2年連続、かつ複数回のトリプルスリー達成はNPB史上初
- 山田哲人 打率.315 本塁打34本 盗塁33個（2018年）

シーズンホームラン記録
- ウラディミール・バレンティン60本（2013年）日本プロ野球記録、アジア野球記録

日本人シーズンホームラン記録
・村上宗隆56本(2022年)　NPBにおけるアジア人打者・左打者としてのシーズン記録

## 歴代本拠地
- 1950年 - 1963年：後楽園球場

（フランチャイズ制度の実施は1952年から）
- 1951年：武蔵野グリーンパーク野球場
- 1964年 - ：明治神宮野球場（大学野球、高校野球等で神宮球場が使えない場合は主催試合を地方球場で開催する）

※なお、試合前の事前練習は、学生野球（東京六大学野球連盟他）を優先する関係で、本球場で使うのは学生野球の試合がない時に限られるため、原則として明治神宮外苑軟式グラウンドで唯一の人工芝対応であるこぶしグランド、ないしは明治神宮外苑室内球技場を使って行われる（神宮第2球場も人工芝球場であるが、学生野球の開催時間帯以外は、明治神宮外苑ゴルフ練習場西練習場として使うため、野球の練習・試合は事実上不可だった）。

## チームの特徴

### 球団名
「スワローズ」の名称は、当時の国鉄では唯一の特急列車、かつ日本最速だった「つばめ」号に由来する。球団旗には、列車のヘッドマーク等に使われていた「つばめマーク」を採用し、「スワローズ」のロゴデザインは国鉄のデザイン室がデザインしたものを今日まで使っている。スポーツ新聞の見出しでも「燕」あるいは「ツバメ」と書かれる事もある。
- ニックネーム決定の際、国鉄職員を対象とした公募を行ったところ、鉄道関係では「スワロー」「アイヤンアイゼン」「ホイスル」「ホイール」「エンジン・レイルウエー」「レールロード」「エツキスプレス」「弁慶」「レツド・キャツプ（赤帽）」「大車輪」「ポツポ」「サービス」「ステーション」等が、動物名では「熊」「象」「麒麟」「ライオン」「コンドル」「かもめ」「むかで」「山猫」等が、変わったところでは「キリバース」「スリツパーズ」「ポパイ」等の応募があった[123]。最終案として残ったのが「スワローズ」と「キリバース[注釈 30]」の2つである。しかし国鉄の社章「動輪に桐」は一般にそれほど知られておらず、国鉄内部向けの印象が強かった。一方、ツバメは古来スピードの象徴で、スピードを重視する野球チームの愛称にふさわしく、人の生活圏に営巣する習性があるので、人に愛される球団名として適切であることが考慮され、「スワローズ」で決定した、という経緯がある（徳永喜男『ヤクルトスワローズ球団史』参照）。
- 元来「燕」は国鉄の象徴的な存在だった。1950年に国鉄自動車局がシンボルマークに「燕」を一般公募で採用しており、現在のJRバス各社がツバメをマスコットキャラクターとして継承しているのもその名残である。旧・丸善石油（現・コスモ石油）がツバメのマークを使っていたのも、開業当初に鉄道省とのつながりが深かったからである。現在の九州新幹線でも列車の愛称に「つばめ」号が使用されている。
- 英語では、燕を意味する 英: swallow の a はローマ字読みではなく、ショット 英: shot の o と同じ発音であるため、スウォローズが近い。
- 「国鉄は当初『コンドルズ』にしようとしたが、本業の鉄道が『“混んどる”ず』ではマイナスイメージだから取り止めた」「『“座ろう”ず』にすれば鉄道業としては快適なイメージだから採用した」という俗説が有名だが、これは漫才のジョークが元ネタである[124]。ただし、国鉄球団の母体となった交通協力会が発行する鉄道業界紙である「交通新聞」の国鉄球団特集記事において「国鉄球団ニックネーム懸賞応募の中で多いのはスワロー（燕）だが、一方コンドル（禿鷹）も相当ある。そこで懸賞子曰く『コンドルはいかんいかん、まるで「混んどる」みたいでよくない、矢つ張りスワローは「坐ろう」に通じて感じがいゝよ』」と掲載している[125]ので、あながち俗説と断じることはできない。なお、南海ホークスにも「コンドル」をチーム名候補とした話があるが、こちらは球団史にも記載されており、根拠のないジョークではない。
- 「アトムズ」は当時の親会社だったフジテレビでアニメが放映され、球団改名後サンケイ新聞の日曜版にも漫画原作が連載された手塚治虫原作の『鉄腕アトム』からとった。なお広島東洋カープが創設された当初、アトムズも球団名の候補に挙がっていたといわれている（広島東洋カープ#チームの特徴を参照。由来は異なる）。なお前述の経緯から、1969年だけは球団名・法人名を純粋にニックネームのみの「アトムズ（球団）」とした。

### マスコット
現在
- つば九郎 - 1994年登場、2025年2月活動休止。スワローズのヘルメットをかぶったツバメ。
- つばみ - つば九郎の妹。1999年登場。

ペットマークは、基本的につば九郎を使ったものが使用されるが、一部メディアでは燕太郎を使ったものを使用。
過去
- アトム - アトムズ時代の1966年から1973年まで使用。漫画「鉄腕アトム」の主人公。球団旗やペットマーク等に使用。
- ボールの顔をしたマスコット - 1978年登場。つば九郎の前のペットマークに使われたキャラクター。通称「ボール坊や」、正式名称はなし。その後、復刻グッズでは「ボール君」表記。
- ヤー坊 - 1978年から1979年頃には登場し[注釈 31]、つば九郎登場（1994年）の前年まで存在したツバメのキャラクター。神宮球場での着ぐるみのみだったようで、ペットマーク等に起用されなかった。
- スーちゃん - ヤー坊と同時期に存在した女の子のツバメのキャラクター。
  - なおヤー坊、スーちゃんは、日本プロ野球初の着ぐるみキャラクターである。
  - ヤー坊、スーちゃんの着ぐるみは2003年に春季キャンプ地の浦添市に寄贈され、同市で毎年2月に行われる「てだこウォーク」に参加していた。その後、担当職員の交代で寄贈の経緯や名前が分からなくなっていたが、2014年2月に浦添警察署に貸し出され「なんちゃってつば九郎」の名前で活動したことをきっかけにヤー坊とスーちゃんであることが確認された[126]。
- 燕太郎（えんたろう） - 2005年登場、2014年5月引退。スワローズのユニフォームを着たツバメ。
- トルクーヤ - 2014年6月登場、2023年2月引退。メキシコ出身の覆面レスラー。

### 応援スタイル

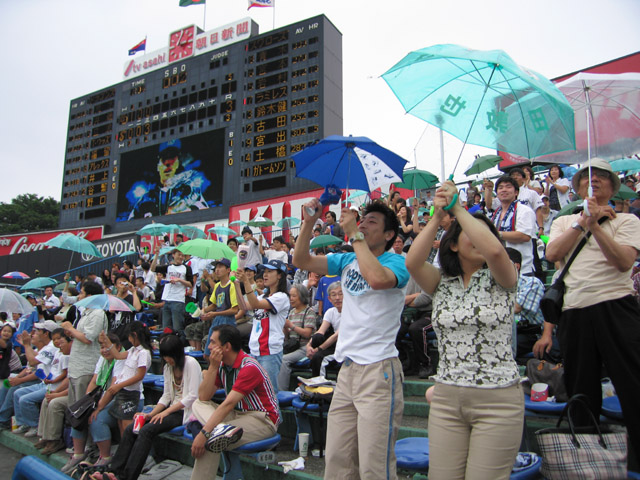
東京音頭に合せて踊るスワローズファン（神宮外野席）

応援歌では、オリジナルで作曲したものと、従来のポップス曲に声援を加えたものとに分かれる。そして、得点が入るとビニール傘を振りながら東京音頭を歌うのが、スワローズの応援の特色。東京音頭を初めて応援に使ったのは東京オリオンズ（現・千葉ロッテマリーンズ）であるが、東京オリオンズの本拠地移動もあって、1978年の優勝と前後して始められた。神宮の応援団から始まったが、現在は全国で行われている。
- 東京音頭の前奏・間奏部分で以前は「くたばれ○○（相手球団）」であったが現在は相手球団とは無関係に一部のファン（現在は主に対戦相手球団のファン）が「くたばれ讀賣」と歌詞を付ける。これは応援団主導で行っているのではなく、2010年から応援団は「東京ヤクルト」と連呼するようにと呼びかけられている[127]。
- 近年はチャンステーマにJITTERIN'JINNの「夏祭り」や「ルパン三世のテーマ」、2012年度途中からはポケモン金銀のエンディングBGMも使われる。
- 球団イメージカラーの明るい緑色は、ヤクルトの昔の球団旗とアトムズ当時のユニフォームのアクセント色に由来する（ビジターユニフォームのyakultのフォントに使用している）。ユニフォームの配色を赤と紺に変更して以降も、メガホンなどのグッズは依然として緑色のものが継続して売られている。
- 東京音頭で振る傘は、緑（または青）のビニール傘もしくは球団が発売している小さいマスコット傘が一般的であるが、特に決まっているわけではない。もともと「傘を振る」という応援方法自体が「応援グッズを買わずとも、家にあるもので応援に参加してもらえる」という趣旨で始まった、ということもあり、他の色のビニール傘や普通の傘を振っても、いっこうにかまわない。この傘を使った応援スタイルは、当時のツバメ軍団団長だった岡田正泰が「少しでもファンが多くいるように見せるために」考え出した苦肉の策だった。
- 傘応援については危ないという意見があり、横浜スタジアムでは一時期傘を使った応援が禁止されていた。球場で販売されている応援用の傘は、危なくないように露先を柔らかい素材にしているとされている。また、現在発売している応援用の傘は骨の長さが30センチメートル前後とかなり小さなものとなっており（石突には別売のつば九郎やつばみのマスコットが取り付けられるようになっている）、通常の雨傘としての使用は不適であるが、急な雨等の場合は使用するファンも多数見受けられる。
- 他球団ファンは、7回や勝利時にジェット風船を飛ばしているが、2009年6月から神宮球場がジェット風船を禁止にしたことや、上記の傘を使った応援が浸透していることなどから、多くのヤクルトファンは「ゴミになるだけ」「神宮外苑の自然環境が悪化する」としての理由でジェット風船を使っていない。
- 本拠地とする神宮球場では、2012年まで夜6時以降のナイトゲームでの太鼓を使っての応援は禁止されていた。詳しくは、明治神宮野球場の項目を参照のこと。そのためにホームの神宮球場でのナイトゲームではリズムが取りづらく、全体的にテンポが速くなりやすい。なお、2009年まではデーゲームでも太鼓の使用は禁止されていた。
- 2006年より、選手紹介の場内アナウンスは2人体制となった。ビジターチームについては通常のウグイス嬢、ヤクルトチームについては通常のウグイス嬢によるアナウンスの後男性DJが担当している。2019年現在、公式DJとしてパトリック・ユウを起用している。

### 営業・ファンサービス

#### 公式ファンクラブ「SWALLOWS CREW」
2013年よりリニューアルされた公式ファンクラブで、2015年3月現在さだまさし（歌手）と出川哲朗（ピン芸人）と村上春樹（作家）が芸能人枠として「SWALLOWS CREW名誉会員」に登録している。本拠地である神宮球場で行われる試合の前売りチケット購入や常設グッズショップ（スタジアム通り・神宮軟式球場敷地内）でのショッピングでもポイントが貯められる。
会員はプラチナ・ゴールド・レギュラー・キッズ・ライト（いずれも有料）・無料の6種類となっている。

#### セ・リーグ首都圏3球団合同企画
2012年から、東京ヤクルトスワローズ・読売ジャイアンツ・横浜DeNAベイスターズとの3球団合同で「GSDBプロジェクト」を立ち上げファンクラブ会員に限り巨人・DeNA主催のヤクルト戦で来場ポイント付与や会員限定イベントの実施の他該当試合の前売りチケット優先販売や球場DJ・チアチーム・マスコットキャラクターの相互訪問を行っている。

### 地方開催
本拠地の神宮球場が大学野球最優先でスケジュールを組んでいる関係で、かつては広島と並んで地方開催がセ・リーグで最も多かった。特にセ・パ交流戦導入以前は日本全国といって良いほど各地で試合を行っていたが、日本ハムの札幌移転や仙台を本拠とする楽天の新規参入といったパ・リーグ加盟チームの地方分散化、さらには交流戦開始などの影響もあり2000年代後半以降は他球団同様、地方開催を縮小する傾向にあり、現状では年間で4 - 5試合に抑えられている。
なお、2020年は、東京オリンピック・パラリンピック開催期間中とその前後は本拠地の神宮球場が資材置き場・VIP待機場所となるため使用不可となることから、巨人の本拠地である東京ドームで初の主催試合を7月上旬から9月上旬にかけて11試合行う予定で、他に松山の2試合と合わせて地方開催を13試合行う予定としていたが、東京オリンピックの開催が延期になったことを受けて、東京ドームでの主催試合開催分は全て神宮球場での開催に変更になった。
2021年は、延期になった東京オリンピック・パラリンピック開催期間中とその前後は本拠地の神宮球場が資材置き場・VIP待機場所となるため使用不可となることから、巨人の本拠地である東京ドームで初の主催試合を8月下旬から9月上旬にかけて6試合を行い、他に松山の2試合及び静岡での2試合と合わせて地方開催を10試合行う。
地方開催の中でも特に開催の機会が多い球場として、秋田県立野球場（こまちスタジアム）、福島県営あづま球場、静岡県草薙総合運動場硬式野球場、松山中央公園野球場（坊っちゃんスタジアム）等が挙げられ、年次によっては同一球場で2試合が組まれることがある。このうち松山は秋季キャンプで使用している縁から、基本的に毎年2試合組まれており（2019年・2023年は1試合のみ）、特に2013年は3試合が組まれた。これらの球場では交流戦開始前にはなかった対巨人戦も行われるようになり、2009年は福島県営あづま球場で1試合、2010年は坊っちゃんスタジアムで2試合、2011年はあづま球場で1試合 と静岡県草薙総合運動場硬式野球場で4試合の計5試合 の巨人戦が地方開催が行われている（2021年も松山で2試合を開催）。
かつてはロッテの本拠地である千葉マリンスタジアム（現・ZOZOマリンスタジアム）でも東京六大学野球（早慶戦）が行われる毎年5月下旬に主催試合が開催されていたが、セ・パ交流戦開催に伴い2005年は7月開催となり、2006年以降は同球場を本拠地とするロッテ主催の交流戦に切り替えられて、ヤクルト主催では実施されていない。
この地方開催の多さもあってか、他チーム主催の地方開催試合で相性の良さを発揮することもある。例えば富山アルペンスタジアムで開催される巨人・中日主催試合では2016年9月現在8戦6勝2分けと負けがない。

#### 長崎県との縁
1970年代から2002年（平成14年）までのほぼ毎年、球団オーナー松園尚巳の出身地である長崎県での公式試合が開催されていた。
1976年（昭和51年）ドラフト1位で入団した松園と同じ長崎出身の酒井圭一を当時球団最高額の契約金3,000万で契約、しかし松園は「酒井はゴールデンルーキーだ。手取りで3,000万円にできないものか」の鶴の一声で、800万円上乗せされた。さらに長崎市内のホテルで行われた酒井のためだけの入団発表には、松園オーナーも同席。その後、異例のパーティーまで開かれ、当時の長崎県知事ら県内の政財界の大物まで出席した。費用の200万円も球団が負担した。松園は翌1977年（昭和52年）、地元紙長崎新聞の社長に就任。1988年（昭和63年）に退任するが、その翌年の1989年（平成元年）、長崎県民放テレビ第3局長崎文化放送（NCC）の初代代表取締役会長に就任。長崎文化放送は長崎新聞主導で設立され、ヤクルトスワローズの放送権を持っているテレビ朝日系列フルネット局となった。

一方、長崎出身の歌手さだまさしは巨人・長嶋茂雄の大ファンだったが、1980年（昭和55年）に長嶋が巨人監督を解任されると同郷の松園と親交が深かったこともありヤクルトファンに転向。選手の長崎遠征時には名物の卓袱料理でもてなすなどしている。
1997年（平成9年）に開場した長崎県営野球場で初めて公式戦（対広島東洋カープ戦）を行った際、9月6日の1戦目が雨で中止、翌日の試合では7回途中・降雨コールド負けとなった。その後も長崎での公式戦を開催していたが、松園が1994年に死去、またヤクルト本社の事業再編による長崎工場の閉鎖もあったためか、2002年を最後にヤクルト主催の公式戦は開催されていない。2009年（平成21年）、7年ぶりに長崎で試合を行ったがこの試合は巨人主催のビジターゲームだった。

#### 東日本大震災後の対応
神宮球場は学生野球を最優先とするため、学生がデーゲームを基本とする以上、プロの試合はナイトゲームを原則とせざるを得ない。しかし、東日本大震災（東北地方太平洋沖地震）直後には学生との調整を行って、神宮球場でデーゲームを行った例もある。

地震発生直後の2011年3月、セ・リーグは一旦は3月25日に開幕させる決定をした。この時、ヤクルト球団事務所にはファンからの苦情電話が殺到した。9割が25日開幕に批判的な内容であったが、多くの企業が計画停電で損失を出している中で、デーゲームやドームを使わない、東北や関東での試合開催をしないという選択肢もありながら、新球団常務は「ヤクルト本社の損失も大きい」という理由から開幕を決断をした。その後、文部科学省からの要請を受けると、一転してナイターを自粛し開催地を地方球場に変更する可能性があることを示唆した。その後神宮を主会場とする東京六大学・東都の両大学生野球連盟の協力を得て、草薙に球場を変えた4月26日 - 4月28日の巨人戦以外の4月の主管試合については神宮でのデーゲーム開催が実現（学生野球は午前9時から1試合のみ開催）した。

### その他
- 選手の故障が多いことで知られる（例、荒木大輔・伊藤智仁・由規など）。落合博満が中日の監督を退いた後、ヤクルトの主力級選手の相次ぐ戦線離脱について、練習量が中日に比べて少ないことが原因と話した[133]。また、江本孟紀もヤクルトの練習の少なさやアメリカ式の球数制限を取り入れていた事を批判したことがある[134]。主将を務めたことのある宮本慎也も、練習量の少なさを指摘している[135]。選手としてだけでなくコーチ歴もある角盈男は、野村の監督時代は練習量は少なかったが、それだけが継承されていると評している[136]。それに伴い、二軍戦に出場できる選手が恒常的に不足気味になり、投手や捕手が内外野を守ることも珍しくなく、ついには球団スタッフとして契約していた元選手を育成選手制度を活用して一時的に現役復帰させ、二軍戦に出場させたシーズンもある[137]。この状態を通俗の野戦病院にたとえた「ヤ戦病院」というインターネットスラングも広く使用されている[138]。また、怪我の詳細は明かさず多くは「上半身（下半身）コンディション不良」と発表、若しくは選手の不出場理由を公表していない。
- 1994年から2012年（ホームゲームのみ。ビジターは2014年まで）に使用された帽子のマーク“Ys”の原型は、1969年 - 1970年のアトムズ時代にさかのぼる（当時は“Ya”マーク）。ニックネームをスワローズに戻した1974年から1993年までは大フォントの小文字で「ys」だったが（2013年以降も同様）、左に大きく「Y」・右に小さく「s」に変更された。
- チームのアルファベットでの略称はスワローズの頭文字である「S」としていることが多い。週刊ベースボールの二軍戦日程表では一時球団略称をYsとし、湘南シーレックス（現・DeNA二軍）をSとしていたが、「Sが一軍と二軍で異なるチームを表すのはおかしいのではないか」という意見もあり、ヤクルトをS、湘南をSRに変更した。
- 広島の大瀬良大地を大の苦手としている。大瀬良がプロ入りした2014年以降一度も勝てておらず、2019年7月26日の対広島戦でも大瀬良を攻略できず、同一投手が初対戦から同一カード12連勝以上はセ・リーグ新記録（パ・リーグも含めると史上3人目）となった[139]。2019年9月16日の試合で大瀬良を相手に初めて黒星を付けて、連敗を12で止めた。
- セ・リーグで史上初の昭和、平成、令和の3元号で日本一を達成している（パ・リーグも含めるとソフトバンクに次ぐ史上2球団目）。

## 球団旗の変遷
国鉄時代
国鉄の列車「つばめ号」のヘッドマークに使われていた「つばめマーク」を使用。
- 1950年 - 1952年：紺色地に白でつばめマーク。
  - つばめマークの横に黄色の文字で「国鉄」と書かれていたものも存在。
- 1953年 - 1954年：つばめマークの翼が両翼のものから片翼のものに変更。
  - つばめマークが白のものと黄色のものが存在。
- 1955年 - 1965年：白のつばめマークの上に「K」のマークを付けたものに変更。

サンケイ→アトムズ時代
当時の親会社、産経新聞社の社旗（橙色地。中央に横の白地ライン、ライン部分に水色で「サンケイ」の文字）をアレンジしたものを使用。
- 1965年：「サンケイスワローズ」時代のもの。橙色地に白のライン、白の部分には水色の文字で「サンケイ」、右下に白文字でスワローズの略称である「S」。
- 1966年 - 1969年：球団名が「サンケイアトムズ」に。橙色地に白のライン、白の部分には水色の文字で「atoms」（球団名が「アトムズ」となった1969年も使用。）。

ヤクルト時代
- 1970年 - 1973年：ヤクルト本社の社色である赤・白・緑をモチーフに。白の斜線に上が青緑、下が濃いピンク。白の斜線に「鉄腕アトム」、その下に濃いピンクで「Yakult」。
- 1974年 - 1993年：球団名が「ヤクルトスワローズ」になる、デザインは1970年 - 1973年のデザインから「鉄腕アトム」を削除したもの。
- 1994年 - 2005年：白の斜線が反対になり上が青、下が赤。白の斜線に赤のストライプ、赤字で「Yakult」その下に青字で「Swallows」。
- 2006年 -：球団名が「東京ヤクルトスワローズ」になる。1994年 - 2005年のものをアレンジ、上の青の部分に赤字で「Tokyo」のロゴが入る。白の斜線の赤ストライプが消える、赤字で「Yakult」、その下に青字で「Swallows」。

## ユニフォームの変遷
- 1950年 - 1954年:帽子・アンダーシャツ・レター（胸ロゴ・番号）は濃紺を基調とした（レターは白の縁取り入り。1954年ホーム用除く）。また、上着とパンツは白のものとグレーのものが存在（1952年のフランチャイズ制導入に伴い、白=ホーム・グレー=ビジターの概念生まれる）。
  - ロゴは「Swallows」（1953年まで色は濃紺）で縁取りが白・左袖に金糸で国鉄社章「動輪に桐」のワッペンが入る。
  - 帽子は、濃紺地に白文字の「S」。
  - 1951年の途中から国鉄社章のワッペンが外され、シンプルな形となった。また、ツバメのシルエットに「Swallows」のマークが左胸に入ったものも使われた。ビジター用はTとKを重ねたマーク（濃紺・白縁取り）、「Swallows」を経て1953年から「Tokyo」となる。
  - 1954年のみホームユニフォームが緑色（帽子のツバとロゴと背番号、アンダーシャツとストッキング）でまとめられていた。ただし、こげ茶色のアンダーシャツも使われた。
- 1955年 - 1960年:レターから白の縁取りが消える。袖・パンツに線が入る。また、ストッキングに赤が入った。1960年から胸番号が装着され、同時にビジター用の「Tokyo」の書体が変更。帽子マークは「K」。
- 1961年 - 1965年5月:縁取りに赤が使われてストッキングの線が廃止。1963年から「Tokyo」の書体を変更。1965年のみ線がW線となり、国鉄最後のユニフォームとなった。なお帽子マークはこの間、「K」と「S」の組み合わせや「S」など毎年の様に変更されていた。5月10日より、国鉄から産経新聞社へ経営母体が変わり球団名「サンケイスワローズ」に変更されたが、しばらくこのユニフォームが使われた。
- 1965年6月 - 閉幕:先述の経営母体変更に伴い、チームカラーが濃紺・赤から黒・朱色（産経のコーポレートカラー）に変更される。胸ロゴはホームが濃紺・赤→朱・黒縁に色変更、ビジター用は「SANKEI」（朱・黒縁）に変更された。そして、ホーム用の左袖にカタカナで「サンケイ」のロゴ（黒一色）が入り、ビジター用の左袖には「TOKYO」のロゴが入る（時期により、朱・黒縁、黒・朱縁のロゴが存在した）。帽子マークは国鉄時代最末期の「S」をそのまま使用。
  - サンケイアトムズへの改称当初は、暫定的にホーム用ユニフォームのみ「Swallows」を「A」（カンザスシティ・アスレチックスに準じた書体）に貼り換えたものを練習用として使用した。
- 1966年 - 1968年:球団名がサンケイアトムズとなり、レターのスペルが全て小文字（斜体文字）の「atoms」が登場。チームカラーが赤と青に変更され、アンダーシャツ・ストッキングも青に変更される。夏からビジター用も全て小文字（同じく斜体文字）の「sankei」となる（それまでは「SANKEI」）。帽子は青地で飾り紐が付き、マークは赤で「a」。背番号も斜体文字が採用される。左袖には『鉄腕アトム』のキャラクター・ワッペンが付く。斜体文字フォントは亀倉雄策が作成（以来、フォント自体は1993年のユニフォームまで残る）。人気ブランド「VAN」が作成。
  - アトムズ→ヤクルトアトムズへの改称後も練習用および二軍用として使用されたが、ビジター用は胸ロゴの「sankei」を青色の「Yakult」（下記のユニフォームと同じ書体）に貼り替えていた。
- 1969年 - 1970年:チーム名がニックネームのみの「アトムズ」（アトムズは1969年のみ、この年からヤクルト本社と業務提携。翌1970年、ヤクルトが正式に親会社となり「ヤクルトアトムズ」となる）になり、レターは赤に白の縁取り・線が赤と白と青の組み合わせとなる。背番号の上に選手名が入る。帽子のマークが「a」から「Ya」（「Y」は赤、「a」はライトブルー）に変更。ホーム用の左袖に「Yakult」のマーク（文字の両脇をコバルトグリーンの左カッコと赤の右カッコで囲ったもの）が入る。
  - ビジター用はスカイブルー地。胸ロゴが「Yakult」に、（サンケイ時代と同じフォント。以来、配色を変えながらも1993年までこのロゴを使用）、左袖に鉄腕アトムのキャラクター・ワッペン（ホーム用と同様コバルトグリーンの左カッコと赤の右カッコで囲ったもの）が入る。
  - シーズン途中からレターが濃紺色に変更。
- 1971年 - 1973年:三原脩監督就任により、読売ジャイアンツと同じ黒とオレンジを基調としたものへと大幅変更される。帽子、アンダーシャツ、ストッキングが黒、胸ロゴ・背番号・胸番号・選手名が黒にオレンジの縁取り。ビジター用は左袖の「鉄腕アトム」のキャラクター・ワッペンが廃止され「atoms」のマークになり、帽子のマークがYとAを重ねた形になる（色は白）。
  - ビジター用はグレー地になる。
    - ヤクルトスワローズへの改称直後の秋季練習・春季キャンプ・オープン戦では、帽子とウィンドブレーカーは下記と同一のものが新調されたが、ユニフォームは暫定的にアトムズ時代のものをそのまま使用した（ホーム用のみロゴをビジター用と同じ「Yakult」に変更）。
- 1974年 - 1977年:スワローズの愛称が復活し、球団名が「ヤクルトスワローズ」となる。同時に荒川博監督就任に伴い、ニット素材の丸首プルオーバー・ベルトレスになり、基本色が濃紺と赤へ変更。背中の選手名が消え、番号フォントはゴシック体になる。
  - 帽子、アンダーシャツ、ストッキングは紺、帽子のマークはYとSとを繋げた形になる。帽子のツバは赤。
    - ホーム用は、トレードマークとなる赤ストライプを採用（一旦2005年に廃止されるが2014年に復活）、「Swallows」ロゴは1965年までのものをそのまま採用。ロゴ・背番号・胸番号は濃紺地に赤の縁取り。首・袖・腰・パンツには濃紺・赤・濃紺の線。
    - ビジター用は、スカイブルー地に白のストライプ。ロゴ・背番号・胸番号は赤地に濃紺の縁取り。首・袖・腰・パンツには濃紺・白・濃紺の線が入る。
      - 1974年オールスターゲームより、ビジター用の胸ロゴ・背番号・胸番号の縁取りが濃紺から白になる。
        - 書籍などでは1975年よりと記述されているものが多いが、1974年のオールスターゲームでの出場選手の集合写真では、すでにマイナーチェンジ後のものが着用されている。

      - 1976年より、ビジター用の首・袖・パンツの線のうち白部分が赤になる。
      - 1977年より、広岡達朗監督の要望により、ベルト式（ベルトの色は赤）になる。また、従来のニット地に加え、サプライヤーであるデサント社の技術により、快適性・軽量化を図ったストライプを施した上でのメッシュ地の上着を阪神タイガースのホーム用と同時期に採用。また、スパイクが赤地に白線になる。
- 1978年 - 1989年 基本デザインが当時のアトランタ・ブレーブスを意識したものに変更され、これまでの濃紺・赤から青・赤になり、帽子が青一色になる。さらに首、袖、パンツの線が赤一色、赤のVネックに、ベルトが赤になる。背番号の上には1973年以来の選手名が復活、背番号・胸番号の書体がオリジナルの角文字フォントに変わる。胸ロゴ・背番号は青に赤・白の縁取りになり、胸番号の縁取りは消える。
  - ホーム用は赤ストライプが太くなり、左袖に紺地の「Yakult」のロゴ（ビジター用胸ロゴと同じフォント）刺繍が入る。
  - ビジター用はスカイブルーの色がやや落ち着き、白ストライプが消える。左袖には紺地の「Swallows」のロゴ刺繍。
    - 1980年、武上四郎監督就任時より、スパイクが白地に赤線になり、ゼット社のスパイクとなる。
    - 1982年、ビジター用の首、袖、パンツの線が赤から赤・青・赤の3本線になる。
- 1990年 - 1998年:野村克也監督就任により、パンツの線・胸ロゴ・背番号の赤白の縁取りが消え、二桁の選手の背番号の間隔がやや狭くなる。
  - ホーム用は、マイナーチェンジ。赤ストライプ、Vネックの幅がやや細くなる。
    - 時期によりビジター用と同様のシャドゥ・ストライプ素材を使用したものもあるが、赤ストライプが入っていたためほとんど目立たなかった。

  - ビジター用は大きく変更。光の加減でストライプに見える「シャドゥ・ストライプ」を採用。1977年のストライプメッシュ地のユニフォームを製造したデサント社の技術により実現。胸ロゴ・背番号には白いシャドゥがつき、シャドゥ・ストライプと併せてサッカーのユニフォームを意識したものになる。首、袖のラインは青・白・青となり、胸番号と左袖の「Swallows」ロゴが赤色になる。
    - 1994年には、ホーム用の袖の赤ラインが消え、帽子のYSマークがアトムズ時代に使われた「Ys」型（「Y」が赤、「s」が青）になり、ホーム用左袖・ビジター用胸に入っていた「Yakult」ロゴの書体が、1969年以来の亀倉雄策制作のフォントから親会社のフォントをアレンジしたものに改められ、亀倉フォントがユニフォームから完全消滅した。左袖には、ホームのYakult、ビジターのSwallowsのロゴの上に「つば九郎」のペットマークがつく。
    - 1997年には、ビジター用の袖線も消え、スパイクの個人契約メーカーでの使用が認められる。
      - 1970年代 - 1980年代、各球団ともビジター用のユニフォームの色はスカイブルー地が定番だったが、1990年代に入ると、各球団が徐々にグレーやチームカラーを施したものを採用しつつあったが、1998年まで12球団で唯一スカイブルー地を使い続けた。
- 1999年 - 2005年:若松勉監督就任に伴い、ホーム用が9年ぶりモデルチェンジ。青から紺に戻る。ホーム、ビジター用共ボタン式になり、背番号・選手名の書体が中日ドラゴンズに続いて、メジャー・リーグで採用されているタイプになる。左袖は「つば九郎」から「ボールと燕」を組み合わせたオリジナルエンブレムに変更（1999年のみ、球団創設50周年エンブレム）。
  - ホーム用は首周りのラインが消え、赤ストライプがさらに細くなり、幅も狭くなる。
  - ビジター用は、提携していたクリーブランド・インディアンスのロード用のデザインを踏襲したものに変更される。
  - 1999年夏場からビジター用（紺ユニフォーム）のアンダーシャツ、キャップのツバが赤くなる。2000年には紺に戻るが、一時ビジター用でまた赤が採用される。赤いアンダーシャツ、キャップのツバは2002年に廃止された。2001年に1試合だけ若松監督のゲン担ぎでホームの試合（白ユニフォームとの組み合わせ）で使ったのが最後である。なお最後に着た先発投手は入来智であり、対巨人戦だったが負け試合だった。ただし、2005年までユニフォームの登録はしていた模様[124]。
    - ビジター用は、本来1998年から導入される予定だったが、前年日本一になったことからゲン担ぎのために当時の監督・野村克也が導入を止めさせた。
    - ビジター用のアンダーシャツ、キャップのツバはもともと紺でデザインされていた。しかし完成後に着用して確認した若松が「雰囲気が大人しい、闘争本能が湧いてこない」と異論を唱えたことから急遽赤に変更されたものの最終的には定着せず終わった。
- 2006年 - 2008年:「東京ヤクルトスワローズ」への球団名変更及び古田敦也選手兼任監督就任、球団あげての観客増員プロジェクト「F-PROJECT」の一環として、「BEAMS」が手がける。ホーム、ビジター共基本色は変わらないが、首周りと袖に赤線が入り、肩から袖・パンツの腰から足首にかけて細くなる太線が入る。ホーム・ビジター共に右肩に「Tokyo」のロゴが入り、さらに選手名の書体が変わり、背番号・胸番号の書体が角が丸い角型に変わる。
  - ホーム用は、1974年より32年間採用されていた赤ストライプが消える。胸ロゴに赤・白・水色の縁取りが入る。Tokyoロゴは青色で、左袖のエンブレムの下に赤色のYakultロゴが配される。
  - ビジター用は、背番号が赤地に白縁取りだったものが、白一色になる。Tokyoロゴは赤色、左袖のエンブレム下には白色でSwallowsロゴが入る。
- 2009年 - 2012年:ヤクルト球団設立40周年を記念し、3年ぶりにホーム、ビジターのデザインを一新した（デザインは引き続きBEAMSによる）。選手名と背番号の書体が変更され、選手名は直線状に並ぶ。ワンポイントとして一番上のボタンのみ、赤色を使用（他はホーム用はユニホーム同色の白、ビジター用はグレー）。スパイクは白から紺に変更。左袖はエンブレムからつば九郎とは異なるツバメの顔のイラスト（タツノコプロデザイン）に変更。左右袖の「Tokyo」「Yakult（ホーム用）」「Swallows（ビジター用）」は赤色に統一。ホーム用はゼット製、ビジター用は2011年まではミズノ製で2012年からはホーム用と同じくゼット製。
  - ホーム用は2006年使用モデルを基本に、太線を赤、ロゴマークを白基調、赤と紺の縁取りに変更。
  - ビジター用はライトグレー地を基調に、太線の配置をホーム用とほぼ同じとしている。
  - 2009年のみ右胸部分にヤクルト球団設立40周年記念ロゴが入る。
    - 球団設立40周年記念ロゴは、内野のダイヤモンドを模したデザインで、各ベース部分には歴代の帽子マークをデザイン（本塁：スワローズ現行「Ys」、一塁：アトムズ「Ya」、二塁：アトムズ「YとA組み合わせ」、三塁：スワローズ「YS」）。

  - 2011年度よりホームユニフォームのみシャツ本体の切り替え、胸マーク、背番号、胸番号、袖マークを昇華プリントに変更。
- 2013年 - 2015年：2013年シーズンこそは優勝したいと言う想いを込めて、1990年代の黄金期のユニフォームデザインを蘇らせたものに変更。選手名と背番号の書体が変更となり、選手名は曲線状に並ぶ。前年まで使用していたユニフォームと同様にワンポイントとして、一番上のボタンのみ赤色を使用（他はホーム用が白、ビジター用が同色のネイビー）し、左右袖の「Tokyo」「Yakult（ホーム用）」「Swallows（ビジター用）」は赤色に統一。なお、デザインは前年までのBEAMSではなく、ホーム、ビジター共にゼット社が手がけている。
  - ホーム用は黄金期の象徴ともいえる「赤ストライプ」が8年ぶりに復活。白を基調に赤の縦線で、上下縦じまを採用。ロゴマークと背番号はネイビーで赤で縁取り、選手名はネイビー。肩口にネイビーと赤でツバメの優雅な飛翔を象徴したデザインを新たに施し、「伝統」と「最新」を融合させたデザインとなっている。帽子はネイビーの地に白字で「YS（1974年から1993年まで使用していたマークが復活）」。
  - ビジター用はネイビーを基調にして力強さを表現。ロゴマークと背番号は赤で白で縁取り、選手名は白。肩口に白と赤でツバメの優雅な飛翔を象徴したデザインを施し、脇の所まで赤の直線が入る。また、脇から背中を廻る鮮やかな赤のウイニングラインが入り、上昇気流に乗って勝利を目指すツバメの軌跡をイメージしている。帽子は前年まで使用していたものを使用していたが、2015年よりホーム用と同じマークに統一。
    - また、キャプテンを務める選手の右胸にはキャプテンマーク（白縁に藍色の菱形、その上に赤字で「C」）のワッペンが付けられる[140]。
    - 2015年はホーム・ビジターともに左袖に「ヤクルト」80周年記念エンブレムが入る。
- 2016年 - メーカーはゼットからマジェスティック・アスレティックに変更し、ユニフォームデザインを大幅に一新[141]。帽子はホーム／ビジターとも前年までのものを引き続き使用。
  - ホーム用は、前年までのユニフォームと同様の赤いピンストライプを基調としたもの。1974年のヤクルトスワローズとして最初のユニフォームをモチーフに、赤のストライプは細く、間隔も広げた。首周りと袖口に配した紺・白・赤のトリコロール柄のリブが特徴。ワンポイントの赤ボタンは継承している。
  - ビジター用は、新たな「東京スタイル」をコンセプトに、サードユニフォームで使用していた「グリーン」を配色に採用。紺色とグリーンを基調にしたデザインで、「Yakult」のロゴを筆記体に変更。首周りと袖口には緑・白・紺のトリコロール柄のリブ。ワンポイントのボタンは緑色となる。
  - サードユニフォームは、独自のデザインであった2015年版のCREWユニフォームの進化系でありながらも、紺色と赤をメインカラーに使用。ホーム／ビジター同様に、首周りと袖口に採用したトリコロールリブを配した。なお、ホーム／ビジターとの相違点としては、帽子のつばが赤（1974 - 1977年仕様の復活とも言える）。
    - 2016年および2022年には前年度のセ・リーグ優勝を記念して、ホーム／ビジターとも右袖にチャンピオン・エンブレムが貼り付けられる。
    - 2019年のみ右袖にヤクルト球団設立50周年記念ロゴが入る。

- ホームユニフォーム（2017年）
- ビジターユニフォーム（2016年）
- 2013年～2015年のホームユニフォーム
- 2009年～2012年のビジターユニフォーム

### 限定版ユニフォーム
- 2008年3月31日、5月の神宮球場主催試合などで、「ヤクルトアトムズ復活シリーズ」と題し、アトムズを名乗った1969年のビジターユニフォームを復刻（この時から袖に「Yakult」のロゴが入る）し、全選手が着用し試合に臨むことが発表され、手塚治虫の生誕80周年記念事業として、手塚の個人事務所手塚プロダクション協賛で行われた。対象となるのは神宮球場ホームゲーム3カード9試合[注釈 37] と、交流戦開幕シリーズの5月21-22日の対埼玉西武ライオンズ戦（西武ドーム）のビジターゲーム1カード2試合。なお、西武ドームでの対西武戦では、同じく手塚プロの西武のマスコット・レオとの共演となる[142]。ただし、帽子・アンダーシャツの色は、2008年時点のチームカラー・濃紺になっており、必ずしも当時と同じものではない。
- 2009年 ホーム用交流戦ユニホームは、国鉄が1951年、本拠地構想があったとも言われている武蔵野グリーンパーク野球場開場当初だけ使った燕ロゴのユニホームが採用されている（背番号上の選手名のローマ字表記はない）。また、帽子の「S」マークはこのユニホームでは使われず、1960年代前半のマークをモチーフとしていた。
- 2010年 8月にセ・リーグ主催のイベント「オールド・ユニフォーム・シリーズ」で1994年 - 1998年仕様の復刻ユニホームを使用。なおセ・リーグ6球団中唯一、ホーム用・ビジター用それぞれを用意していた[注釈 38]。
- 2012年8月 - 9月にセ・リーグ主催のイベント「レジェンド・ユニフォーム・シリーズ」において1978年の球団史上初優勝・日本一当時のホーム用ユニフォームを復刻。ただし、復刻版には「ミルミル」などの広告が張り付けられている。
- 2013年 「TOKYO 燕（エン）プロジェクト」の一環として勝利（白星）を表現する白地の限定ユニホームを7月13日 - 9月1日の主催8試合で着用。地色は白。左胸には、赤縁に黄緑色の「YS」マーク、袖には、赤と黄緑のライン。背番号は赤縁に黄緑。背ネームは無し[143]。
- 2014年「TOKYO燕（エン）プロジェクト2014」の一環として“活気のある”“若々しい”という意味を持つ緑の限定ユニフォームを7月12日 - 9月7日の主催7試合で着用。地色は緑。左胸には、白に赤の「YS」マーク。袖には、白と赤のライン[144]。
- 2015年「TOKYO燕（縁）プロジェクト2015」の一環として、東京ドームと神宮球場で4月に行われるVS巨人戦全6試合（4月10日 - 12日の東京ドームでの3連戦、4月24日 - 26日の神宮での3連戦）を「TOKYOシリーズ」として開催。緑と紺を基調とし、胸に「TOKYO」の文字が入った「TOKYO燕パワーユニホーム」を着用[145]。
- 2016年、ホーム・ビジター・サードに続く第4のユニホームで、昨年に続き胸に「TOKYO」の文字を配置し、昨年よりも鮮やかなグリーンを全面に押し出したデザインが特徴の「TOKYO燕（えん）パワーユニホーム」を発表。4月12日の巨人戦（神宮）を皮切りに、7月の「TOKYO燕プロジェクト」や8月の「TOKYO燕日」のイベント試合で着用[146]。
- 2017年、昨年に続き胸に「TOKYO」の文字を配置した「TOKYO燕（えん）パワーユニホーム」を発表。4月28日の巨人戦（神宮）を皮切りに、7月の「TOKYO燕プロジェクト」や8月の「TOKYO燕日」のイベント試合で着用[147]。
- 2018年、昨年に続き胸に「TOKYO」の文字を配置した「TOKYO燕（えん）パワーユニホーム」を発表。「燕パワーFRIDAY」、「TOKYOシリーズ」、「TOKYO燕プロジェクト」、「TOKYO燕日」のイベント試合で着用[148]。
- 2019年、昨年に続き胸に「TOKYO」の文字を配置した「TOKYO燕（えん）パワーユニホーム」を発表。「TOKYOシリーズ」、「TOKYO燕プロジェクト」、「TOKYO燕日」のイベント試合で着用[149]。
- 2020年、昨年に続き胸に「TOKYO」の文字を配置した「TOKYO燕（えん）パワーユニホーム」を発表。「TOKYO燕プロジェクト」のイベント試合で着用する予定であったが、イベントは中止となった[150]。

## スポンサー

### トップスポンサー
2023年シーズン現在、下記6社がトップスポンサー契約締結している。
- オープンハウスグループ
- キリンビール
- コカ・コーラボトラーズジャパン
- マイナビ
- Fanatics Japan
- ヤクルト本社

### スワローズ・燕市交流事業
チームの愛称「スワローズ」が日本語で燕を意味することから、それと同じ名前を地名にしている新潟県燕市と、燕市に本社を置くツインバード（家電）、和平フレイズ（調理器具）、エコー金属（日用品金属加工）、北越工業（重機械）、燕食品（食品加工）の5社が協賛し、2011年から「スワローズ・燕市交流事業」の取り組みをしている。（詳細後述）

### ユニフォームスポンサー
セ・リーグでは各球団の申し合わせにより、2002年度からホーム用ユニフォームに限定してスポンサー広告を掲出できるようになったが、スワローズでは2005年まで掲出していなかった。
2006年、オフィシャルスポンサーとなったユニデンがホームユニフォーム左胸、カカクコムがヘルメットにそれぞれ掲出を開始したのを皮切りに、ユニフォーム広告を採用した。契約満了後の2008年は掲出を見送ったが、ユニフォームのデザインを変更した2009年に再開。2010年からは親会社・ヤクルト本社の商品名を記したエンブレムやステッカーを掲出している。
「TOKYO」ロゴのサードユニフォームを巨人との「TOKYOシリーズ」のビジターゲームで着用する際には、2020年は規定に配慮して広告をユニフォームと同素材の当て布で隠していたが、時折はがれることがあったため、2021年は別に広告がないものを作成した。
- ユニフォーム左胸
  - マジェスティック・アスレティック（現在 オフィシャルサプライヤー契約）
- ヘルメットおよび ユニフォーム腰部
  - タフマン（ヤクルト本社、2011年度途中-）

#### 過去
- ユニフォーム左胸
  - ユニデン（2006年度 - 2007年度、オフィシャルパートナーシップ契約）
  - ゼット（2009年度-2015年度 オフィシャルサプライヤー契約）
- ユニフォーム腰
  - インテル（2007年度）
- ヘルメット
  - 価格.com（2006年度）
  - レノボ・ジャパン（2007年度）

## 歴代監督
※太字はリーグ優勝、◎は日本一
1. 1950年 - 1953年 ： 西垣徳雄
2. 1954年 - 1955年 ： 藤田宗一
3. 1956年 - 1960年 ： 宇野光雄
4. 1961年 - 1962年 ： 砂押邦信
5. 1963年 ： 浜崎真二
6. 1964年 - 1965年 ： 林義一[※ 1][※ 2]
7. 1966年 - 1967年 ： 飯田徳治 [※ 3][※ 4]
8. 1968年 - 1970年 ： 別所毅彦 [※ 5][※ 6][※ 7]
9. 1971年 - 1973年 ： 三原脩
10. 1974年 - 1976年 ： 荒川博 [※ 8][※ 9]
11. 1976年 - 1979年 ： 広岡達朗◎[※ 10]
12. 1980年 - 1984年 ： 武上四郎 [※ 11]
13. 1984年 - 1986年 ： 土橋正幸
14. 1987年 - 1989年 ： 関根潤三
15. 1990年 - 1998年 ： 野村克也◎
16. 1999年 - 2005年 ： 若松勉◎
17. 2006年 - 2007年 ： 古田敦也 [※ 12][※ 13]
18. 2008年 - 2010年 ： 高田繁 [※ 14]
19. 2011年 - 2014年 ： 小川淳司（第1次）
20. 2015年 - 2017年 ： 真中満
21. 2018年 - 2019年 ：小川淳司（第2次）
22. 2020年 - ：高津臣吾◎[※ 15]

1. ↑  1965年は4月25日まで指揮。残り試合は砂押邦信が代行。
2. ↑  ここからサンケイスワローズ
3. ↑  ここからサンケイアトムズ
4. ↑  1967年は5月23日から7月4日まで中原宏が代行。
5. ↑  ここからアトムズ
6. ↑  ここからヤクルトアトムズ
7. ↑  1970年は8月18日まで指揮。残り試合は小川善治が代行。
8. ↑  ここからヤクルトスワローズ
9. ↑  1976年は5月12日まで指揮、残り試合は広岡達朗が代行。
10. ↑  1979年は8月17日まで指揮、残り試合は佐藤孝夫が代行。
11. ↑  1984年は4月26日まで指揮、5月22日までは中西太が代行。
12. ↑  ここから東京ヤクルトスワローズ
13. ↑  選手兼任監督
14. ↑  2010年は5月26日まで指揮、残り試合は小川淳司が代行。
15. ↑  2022年は7月11日より7月19日まで松元ユウイチが代行。

## 永久欠番
球団として公認された永久欠番は2015年現在ない。他に欠番的な背番号には以下のものがある。
生え抜きまたはフリーエージェントで獲得した選手で、かつ対象者に推薦が必要とされる。
- 1：若松勉
1989年、若松の引退時に、背番号1番を永久欠番にとの署名などが多く集まり、球団が「生え抜きのみの選手が背負う準永久欠番」として当面欠番とすることを決定。入団当初「36」を着けていた池山が1991年オフに「1」を希望して1992年から昇番。2001年に池山が「1」を返上して「36」に戻ったのに伴って岩村に継承された。2006年限りで岩村がメジャーに移籍し、「1」を青木宣親に打診しそのときは辞退したが、3年間の欠番の後に2010年より青木が「1」を着けることになったが、2011年限りで青木がメジャーに移籍することにより、再び欠番となった。2013年には岩村が復帰したものの、「1」以前につけていた「48」を着用した。2014年オフには北海道日本ハムファイターズからフリーエージェントで移籍した大引啓次に獲得のための誠意として提示されたが、前述の経緯を考慮して本人が辞退した。2016年から山田哲人が「1」を着けることが決まり、過去に山田同様「23」から「1」に変更した青木が背番号「1」のユニフォームを山田に手渡すサプライズが行われた[151]。
- 27：古田敦也
2007年限りで引退した古田の功績を称え、球団は同年10月11日に「27」を“名誉番号”とすると発表。「実績を積んだ捕手だけが使用できる番号」で、生え抜き・移籍を問わず着用に相応しい選手が現れるまでは欠番としていたが、2022年から中村悠平が「2」から変更して着用している。なお、2009年に横浜ベイスターズからフリーエージェントで移籍した相川亮二に打診したが、辞退された。古田敦也の前には、根来広光（1958年 - 1966年）→加藤俊夫（1967年 - 1970年）→大矢明彦（1971年 - 1985年）と、1958年から1985年まで歴代の国鉄→サンケイ→ヤクルトの正捕手が着けていた（根来の前は、外野手の町田行彦が着用。1986年から1989年の途中までは空き番だったが、1989年の途中から閉幕まで投手のロン・デービスが着用）。

## 沢村栄治賞受賞者
スワローズで沢村栄治賞を複数回受賞しているのは金田正一のみである。なお金田はプロ野球最多タイ記録となる3回受賞（史上2人目）を達成している。
- 金田正一：3回（1956年 - 1958年）※最多タイ記録
- 松岡弘 ：1回（1978年）
- 川崎憲次郎 ：1回（1998年）

## 三冠王（投手・打者）

### 投手三冠王
スワローズでの投手三冠王の達成者は1人。
- 金田正一 ：1回（1958年）

### 打者三冠王
スワローズでの三冠王の達成者は1人。
- 村上宗隆：1回（2022年）

## 最優秀選手受賞者（複数回）

### 投手の複数回受賞者
2024年シーズン終了時点で複数回受賞の達成者はいない。

### 打者の複数回受賞者
スワローズの打者で最優秀選手を複数回受賞しているのは2人。
- 古田敦也 ：2回（1993年、1997年）
- 村上宗隆 ：2回（2021年、2022年）

## 主な歴代の球団歌・応援歌
2016年現在、球団公式サイトには応援ソングとして「We Are The Swallows」のみが掲載されている。
アトムズ - ヤクルトアトムズ時代
- アトムズマーチ（1969年製作。1970年にヤクルトアトムズとなったとき歌詞を一部変更した。歌手は1969年のものがボニー・ジャックス、1970年の歌詞変更バージョンは砂川啓介）

ヤクルトスワローズ時代
- とびだせヤクルトスワローズ（歌：松岡弘） - 初代の球団公式応援歌。
  - 新とびだせヤクルトスワローズ（大洋ホエールズが横浜ベイスターズにチーム名を改めたのに伴い、関連する箇所の歌詞を変更したヴァージョン）
- スワローズ賛歌（歌：坂上二郎）
- ビクトリーロード（歌：ILYS（アイリス）） - 神宮球場で勝った場合、最後に場内で流す曲。1980年代頃と、2000年前後に流されていた。現在は使われていない。1978年9月発売。
- ディスコ翔べスワローズ! - 1979年5月発売。当時のディスコブームに乗って発売された。
- スワローズ音頭 - 1983年4月発売。メインボーカルは坂上二郎、荒木大輔・松岡弘・梶間健一・尾花高夫・大矢明彦・角富士夫・大杉勝男・若松勉らのスワローズ選手がコーラスを務めている。
- 君こそヒーロー - 「スワローズ・ビクトリー・マーチ」。球場では、ドリマトーンの演奏で使われたが、実際の曲は優勝セレモニーなど特別な場合以外は流されなかった。2006年以降、応援団によって四死球による出塁・盗塁成功時などのテーマとして使われていたが、2012年からは試合前、攻撃前に流される形式に変更されている。
- 青春のダイヤモンド - スワローズの球団歌。
- ラッキー・セブンの歌 - 1995年9月1日発売。
- Field Of Dreams (Beat Park Anthem) - 2005年9月21日発売。F-Projectの一環として作成。ZeebraとG.K.MARYANによるパフォーマンス。曲はZeebraのStreet Dreamsと同一で歌詞だけが変更され球団応援になっている。曲中に「ヤクルト」「スワローズ」という単語が現れないが、「東京音頭」「神宮」「神宮外苑」という単語が出現し、また「とびだせヤクルトスワローズ」の冒頭の一節が使われている。

東京ヤクルトスワローズ時代
- We Are The Swallows - 2009年 ヤクルト球団創設40周年を記念し（ヤクルトスワローズへの改称以降）2代目の球団公式応援歌として制作。作詞・作曲は林田健司。2009年より応援団によって安打による出塁のテーマとして使われるようになり、2012年からは攻撃中の出塁全般に使用されている。

## 主なキャンプ地
- 沖縄県浦添市民球場（一軍春季キャンプ）
- 愛媛県松山坊っちゃんスタジアム（秋季キャンプ）
- 宮崎県西都原運動公園野球場（二軍春季キャンプ）
- 明治神宮野球場

## エピソード

### フジサンケイグループ
1962年に国鉄球団と業務提携を結んだフジテレビジョンは、当時後楽園球場のテレビ放映権が、包括的な放映権契約を独占で結んでいた日本テレビ放送網しか与えられていなかった ため、当時東映フライヤーズがメイン球場としていた神宮球場を本拠地にすることを前提に球団経営を引き受けたといわれる。その後先述どおり1965年のシーズン開幕直後に正式に球団譲渡を受け入れてサンケイ（産経）スワローズ（1966年からサンケイアトムズ）とした。
なお、国鉄球団がフジサンケイグループの後援を受け入れるにあたっては、後楽園の放映権の絡みから、神宮球場に隣接する神宮第2球場をフジサンケイグループ主導で建て替えて専用球場とする計画をしていたが、日本学生野球協会などからの反対意見や、明治神宮も第2球場をアマチュア専用球場にしたい意向もあったためか、第2球場ではなく学生野球との日程調整をし、それを優先させる形で主球場への移転を認めたという経緯がある。
国鉄から球団を買収した産業経済新聞社、フジテレビジョンは共にフジサンケイグループの企業である。1970年に産経新聞は球団経営から撤退したが、ヤクルトは引き続きフジサンケイグループが球団を後援する事を条件に経営を引き受けたという。2000年にヤクルト球団の第三者割り当てで、産経撤退後も5%弱の球団株を保有していたフジテレビは従来の分も併せて20%程度の株式を引き受ける事となり、球団と業務提携を締結した。
これに伴い、フジテレビと同じフジサンケイグループのラジオ局・ニッポン放送も従来以上にヤクルト球団をバックアップすることとなった。一方でニッポン放送は1979年以来横浜ベイスターズ（当時）（旧：大洋球団）の株式を保有し、同一企業とそのグループが複数の、しかも同一リーグに所属するチームに関与している事が長年の問題になっていたが（実際横浜が筆頭株主をニッポン放送に変更しようとした際に他球団のオーナーの猛反対にあいTBSが筆頭株主となった）、2005年にゴールデンイーグルスのオーナーの楽天が、横浜ベイスターズのオーナー（約70%保有）のTBSとの資本提携を図った際に、根来コミッショナーは「楽天とは異なり、フジテレビは横浜、ヤクルト両球団に対して実質的な支配権を持っていない」との見解を示していた。その後、保有していた両球団の株式はニッポン放送とフジテレビの持株会社化でフジ・メディア・ホールディングスへと移転したが、ベイスターズの株式については2012年以降同球団の親会社となったディー・エヌ・エーに2016年までに売却したため、ようやく長年の問題が解決した。
フジテレビONE（フジテレビジョンのCS衛星放送）では、これまでの対巨人戦の地上波とのトップ&リレーナイターに加え、2005年から巨人戦以外の主催ゲーム全試合（セ・パ交流戦含む）を『SWALLOWS BASEBALL L!VE』という題でCS衛星放送独占中継することになった。それ以前の1998年-2004年までは、当時フジテレビが資本参加していたスカイスポーツ→Jスカイスポーツ→J SPORTSで、フジテレビ・ニッポン放送とその関連法人である八峯テレビ（現・フジ・メディア・テクノロジー）との協力を得て、前述の巨人戦を除くヤクルト主催・主管の全試合を「スカイ・スタジアム→Jスカイ・スタジアム→J SPORTS STADIUM野球好き」にて放送していた。
フジテレビの定額制動画配信サービスであるFOD（旧フジテレビオンデマンド）では、2019年に「SWALLOWS BASEBALL L!VE」を配信。DAZNによる配信が再開された2020年は休止されたが、2021年からはDAZNと並行する形で配信を再開した。
また、CSが普及する前は、巨人戦をフジテレビとテレビ朝日（水・日曜を中心に、まれに金・土曜も）が放送していた。それ以外のカードは地方開催を中心とした一部のデーゲームをフジテレビとテレビ朝日を中心に、まれにテレビ東京で、巨人戦裏カードの全国中継ナイターはテレビ朝日（主に水 - 金曜日）が西武ライオンズ戦と同様の扱いで平日を中心に年度によっては相当数を放送した、一方フジテレビは優勝争いがかかった時を中心に放送し、テレビ東京も年度により放送していたが、いずれも散発的なものだった。
その一方独立局ではテレビ神奈川が随時『TVKハイアップナイター』として、特に大洋との対戦（どちらの主催を問わず）を中心に、大洋戦の放送がない時も他カードを併せる形で年数十試合を放送し、特に対阪神戦はサンテレビやKBS京都にネットすることがあった。またCSテレビが放送ではなく通信（配信）であった1990年代のごく一時期ではあるが、朝日ニュースター（当時は朝日新聞社主導経営。現テレ朝チャンネル2）でごく数試合、テレビ朝日協力によるヤクルト戦の中継をケーブルテレビ向けに配信したことがあった。
さらに1967年からごく数年間、当時独立局 で経営難にあえいでいた東京12ch（現・テレビ東京）が全日放送に復帰するにあたり、番組ソフト不足解消の一環として、フジテレビから放映権を譲渡する形（ただし、制作主体は東京12chが行い、CXは制作協力だった）を取って、巨人戦以外のヤクルト主催・主管試合を東京12chから放送したこともあった。この時も球団資本の関係で、解説者とアナウンサーはCXからの派遣で賄っていた。
1974年まではTBSが優先権を持っていた大洋主催・主管試合とフジテレビのサンケイ→ヤクルト主催・主管試合の放送権の一部とを交換する形で、大洋戦の優先権がNETテレビ（現：テレビ朝日）に移動した1975年にはNET系からネットチェンジした直後の毎日放送が保有していた阪神主催試合の権利の一部と交換する形（当時TBSが編成していなかった金曜日の対巨人戦を関西テレビと交換）で、TBSテレビもヤクルト主催・主管試合を水曜・日曜の対巨人戦を中心に放送していた。また神宮球場への移転でフジテレビに優先権が移った後も、1960年代にはフジテレビ・TBS・NETテレビのいずれも中継できない場合に限り日本テレビが対巨人戦を散発的に中継した例がある。

### 試合球到着遅延事件
サンケイアトムズ時代の1967年10月9日、横浜公園平和野球場 で行われた対中日戦ダブルヘッダーでの出来事。試合で使う予定の公式球を搬送していたスポーツ店の自動車が交通渋滞のあおりを受け、試合開始予定の正午を過ぎても到着しないというハプニングが起きた。
そのため公式記録員がセ・リーグの鈴木龍二会長に連絡を取ったところ、鈴木は「応急処置として中日側の了解を得て練習球で試合をするように」と指示を出したものの、中日側はこれを拒否。結果的には公式球の到着を待って37分遅れで試合が始まった。当時セ・リーグのアグリーメントでは「ダブルヘッダーで試合を行う場合、第1試合は日没5時間前までに開始しなくてはならない」と定められていたことから、中日の西沢道夫監督は「このままでは第2試合は中止になってしまうのではないか」と抗議したが、日程調整上当初のダブルヘッダー開催を強行した。

### 初優勝決定の日
1978年10月4日、ヤクルトは地元・神宮で対中日戦を行った。ヤクルトの応援席のライト側外野席には「国鉄スワローズ→サンケイアトムズ→ヤクルトスワローズ 初優勝!! 29年間ご支援ありがとうございました」という旨の横断幕が既に試合前から掲揚された。それまで当時のセ・パ12球団中、唯一優勝経験がなかったため、その原因を「鉄腕アトムの呪い」という者も多かったが、圧倒的な9-0のリードで迎えた9回一死一塁から谷沢健一の打球がセカンドゴロからのゲッツーとなり、念願の地元胴上げで初優勝を達成した。
決定の瞬間、選手らが一塁ベンチから飛び出して広岡達朗監督を胴上げすると、興奮の余りに客席からグラウンドに飛び出したファンからも祝福の胴上げや拍手をし、優勝記念の表彰式どころの騒ぎではなくなっていた。この模様はフジテレビから全国に放送された。
更にバックスクリーンのスコアボードにもセ・リーグ参加の他5チームに対するお礼のコメントを書いた垂れ幕が掲げられた。
- 読売ジャイアンツ「セ・リーグの繁栄を今日まで導いてくれた伝統の巨人球団どうも有難う」
- 阪神タイガース「熱心ななにわ気質の声援に大きな刺激を受けました　阪神球団どうも有難う」
- 中日ドラゴンズ「ナゴヤ野球のしぶとさがやっと神宮に育ちました　中日球団どうも有難う」
- 広島東洋カープ「赤ヘル軍団の活躍が初優勝のよき刺激となりました　広島球団どうも有難う」
- 横浜大洋ホエールズ「新球場（横浜スタジアム）進出でセ・リーグのイメージが一段と上がりました　大洋球団どうも有難う」

### ロケットボーイズ
2人のリリーフ投手五十嵐亮太と石井弘寿のコンビ。五十嵐は日本人右投手最速の158km/hの直球を、石井は日本人左投手最速の155km/hの直球をそれぞれ持った球界最速のリリーフコンビとしてその名をとどろかせた。「ロケットボーイズ」という愛称自体は、2002年5月にファンの公募で決められたものである。
もともとリリーフエースの高津臣吾へつなぐセットアッパーとしての役割を果たしていたが、高津がFAでシカゴ・ホワイトソックスに移籍したことで2004年から五十嵐がストッパーとなる。五十嵐は抑えの守護神として2004年度、リーグ最多の66試合に登板して球団新記録となる42セーブポイントを挙げ、最優秀救援のタイトルを獲得した。一方の石井は2004年度、故障とアテネオリンピック出場でチームを離れることが多かったが、後半戦での登板機会は多く、中継ぎエースとして活躍した。
しかし、2009年に五十嵐がFAで大リーグのニューヨーク・メッツに移籍したことに伴い、ロケットボーイズはコンビ解消となった。2011年に石井が現役を引退し、二軍コーチに就任。
2018年、五十嵐が日本球界復帰後に在籍をしていたソフトバンクから戦力外通告を受けたことで、2019年春にヤクルト復帰が決まった。当時石井は一軍投手コーチであったため、選手とコーチの関係ではあるが、ロケットボーイズは10年ぶりに復活を果たした。翌2020年をもって五十嵐が現役を引退したことで、再びコンビ解消となった。

### F-Projectとヤクルトタウン
2005年秋に古田敦也が監督に就任し、日本プロ球界では29年ぶりとなる選手兼任監督が誕生した。日本プロ野球選手会の会長でもあった古田は、かねてから「ファンにとって、プロ野球をもっと身近な存在にしたい」という想いが強く、2004年の球界再編問題で自ら奔走した経験から、その想いをより強くした。そこで監督就任と共にファンサービス向上や地域密着の強化などを柱とした球団改革構想「F-Project」の活動を同年11月1日に開始した。
F-Projectの「F」はFuruta（古田）の他、プロジェクトが目指すFan（ファン）、Fun（楽しむ）、Full（満員の球場）の3つの言葉を表しており「よりファンと選手・チームの距離を身近なものにして、本拠地の明治神宮野球場をスワローズファンで満員にし、かつ単に応援するだけでなく、ファン自らチームに参加してもらい、共に楽しみを分かち合いたい」という願いが込められていた。プロジェクトには古田の他、ヤクルト球団職員、外部からもカカクコム社長の穐田誉輝（当時。現相談役）や芸能・放送関係者を招聘し、IT産業やマスメディアを巻き込んだ球団の多角的経営を目指すことを打ち出した。同年11月23日に神宮で行われたファン感謝デーに合わせて、球団モバイルサイトのURLのQRコードが刷り込まれた名刺が作成され、当日は古田自らファンにこの名刺を配布するパフォーマンスが繰り広げられた。さらに、都内の企業ともオフィシャルパートナーシップを締結し、カカクコムの他、家電製造業のユニデンとも契約した（2006年からホーム用ユニフォーム左胸部分にロゴマークを掲出）。また、都民参加型のチームを作るという観点から東京都民銀行ともスポンサー契約を締結した。なお、これらの企業との契約は古田退任後に解消されたものも多く、東京都民銀行に至っては巨人の本拠地である東京ドームでの広告掲載に切り替えている。
さらに古田は球団に対し、当時の球団名「ヤクルトスワローズ」に「東京」を冠し、地域密着をアピールすることを提案した。古田は1990年代半ばから契約更改交渉の席などで球団幹部に対し「球団名に都市名か地域名を入れることはできないか」と提案を続けてきたものの実現には至らなかったが、球団もF-Projectの立ち上げを機に協力することを決定。球団名を「東京ヤクルトスワローズ」と変更した（同年12月19日のプロ野球実行委員会で承認）。なお、球団名に「東京」を冠していた球団は過去に例があり、戦前の東京巨人軍、東京セネタース、大東京軍（いずれも消滅）、戦後の東京オリオンズの4球団。東京オリオンズは1969年を最後に「ロッテ」に改称したが、東京ヤクルトはそれ以来37年ぶりに「東京」を冠する球団となった。また、これを機に神宮球場がある明治神宮外苑周辺の新宿区、港区、渋谷区の3つの特別区をホームタウンと位置づけ、「スワローズタウン（ヤクルトタウン）」と銘打って地域密着活動を行う方針も決定した。もっとも、ヤクルト本社や全国のヤクルトの販売会社からは「東京偏重」と反対意見が出たという。
このF-Projectが立ち上げられた背景には、ヤクルトの主催公式戦の観客動員数が慢性的に減少していたという事実がある。14年ぶりのリーグ優勝を果たした1992年には2,477,000人を集めたが、以後は徐々に減少。2005年から動員数は実数発表となったが、同年は130万人台にとどまった。本拠地の神宮球場ではスワローズファンの来場者減少が顕著な一方で、巨人の本拠地である東京ドームと比較してチケットが取りやすいことからビジター球団のファンの来場者が多く、ビジター側のファンがスワローズファンの数を上回ることがしばしばある。特に対巨人戦や対阪神戦ではビジター側の三塁・左翼側だけにとどまらず、あぶれた観客がホーム側の一塁・右翼側に入場するケースも多い。こうした現状に対し、選手会長の宮本慎也は「かなり複雑な気分。観客数が多くても自分たちを応援してくれる人が少ないのは寂しい」、五十嵐亮太も「神宮はヤクルトの本拠地だが、阪神ファンの方が多い」（実際神宮球場近隣には、阪神タイガースのグッズショップが存在している）と語るなど、選手の間からも現状を憂える声が挙がっており、スワローズのファン層を拡大し、来場者を増やすことが求められていた。
また、神宮球場でのデーゲーム開催数を増やす方針も打ち出された。神宮球場は学生野球（東京六大学野球連盟、東都大学野球連盟）公式戦のスケジュールが優先されているため、ヤクルト主催公式戦は4月初旬の週末を除き、ほとんどがナイター開催となっていた。だが2005年から球団は学生野球側と積極的に折衝を行うようになり、デーゲームの開催数が増加。学生野球がシーズンオフになっている6月にもデーゲームが開催されるようになった。さらにF-Projectの活動開始に伴って折衝が行われた結果、2006年には東都リーグに割り当てられていた5月3日・5月4日のデーゲーム枠を取得（代わって東都はナイター開催）、集客力の高いゴールデンウイークのデーゲーム開催を実現した（神宮球場の使用権については明治神宮野球場#優先使用権も併せて参照）。更にこれまで、暑さ対策のため自発的にデーゲームの開催を見合わせてきた8月についても2013年以後、一部の週末開催で、17時開始の薄暮デーゲーム（準ナイター）として行う試合もある（2018年は6月30日と7月1日のみ）。
この他、都内を本拠とする他のプロスポーツチームとの提携も積極的に進め、2006年7月にはJリーグのFC東京と「東京のスポーツ振興」に共同で取り組むと発表。双方のファンの取り込みを目指した共同キャンペーンなどを展開している。また、同年9月にはbjリーグの東京アパッチ とも提携を結んだ。2009年からはヤクルト球団・FC東京・大井競馬場による3者共同キャンペーンも行なっている。
なお古田の引退・監督辞任により、F-Projectは2007年シーズンをもって活動を終えたが、球団は2008年以降もファンサービスの改善に取り組む意向を示しており、F-Projectで行われていた日替わりのデーイベントは同年以降も継続して実施している。

#### 主な活動
- 2006年 - プロジェクト初年度は「チームとファンの新しい関係」をテーマに、ファンに親しまれる球団をアピールする活動を行った。
- 2007年 - 2年目は「ファンによる、ファンのための神宮」がテーマ。前年はファンの来場回数増加など一定の成果を挙げたが、ファンから寄せられた意見を反映して、より楽しめる環境づくりを目指した。

### セ・リーグ1試合最多タイ本塁打
2007年7月11日の対広島東洋カープ戦で、両チーム12本（ヤクルト8本、広島4本）の本塁打を放ち、延長11回参考記録ではあるが1試合の合計本塁打数のセ・リーグ最多タイ記録を樹立した。また、1試合8チーム本塁打はスワローズの球団新記録である。試合は延長11回、ラミレスのサヨナラ本塁打でスワローズが12-10で勝利した。なお、この日は強い南風が吹いており、出場した宮本慎也等が「バックスクリーンから外野方向へのいわゆる『ホームラン風』がこの結果に影響した」と後に証言している。

### 11打数連続安打（ギネス世界記録に認定）
ヤクルトは2009年6月14日の対オリックス・バファローズ4回戦（京セラドーム大阪）の5回表、プロ野球新記録となる11打数連続安打を含む打者15人の猛攻で10点を挙げた。
2-2の同点で迎えたこの回、先頭の青木宣親が中前安打したのを皮切りに、アーロン・ガイエル、飯原誉士の連打で勝ち越しに成功。さらに宮本慎也の三塁線への犠打が内野安打となり、その後田中浩康まで9者連続で単打を放って計6点を挙げ、通算8回目となる1イニング最多連続打席安打のプロ野球タイ記録（9者連続）に並んだ。さらに再び打席が回った青木の四球を挟んで、続くガイエルが満塁本塁打を放ち、この段階で千葉ロッテマリーンズが3日前の同年6月11日に達成するなど、過去3回記録された1イニング最多連続打数安打のタイ記録（10打数連続）に並んだ後、飯原が二塁打を放って記録を11に更新した。試合はヤクルトが計20安打を放ち、乱打戦の末に14-10で勝利した。またヤクルトは過去、1998年4月22日の対中日ドラゴンズ戦（明治神宮野球場）の1回裏にも1イニング10打数連続安打を達成しており（前述のタイ記録3回のうち2回目の達成）、NPB史上初めて1イニング10打数以上の連続安打を2度記録したチームとなった。
6月16日、神宮での対ロッテ戦が中止となった際に行われたチーム全体練習で、1本目を放った青木が取材を受けた折、好調の相手打線について問われ「ロッテのマリンガン打線には負けませんよ。こっちは世界一。ツバメのギネス打線です。打ち勝ちますよ」と答えたのをきっかけに、ギネス・ワールド・レコーズ社の関係者がこれに着目し、調査した結果「MLBでも達成されていない、価値のある記録」としてヤクルト球団関係者に記録申請を勧めた。球団内部には当初「記録は破られるもの」など申請に消極的な意見もあったが、選手側から「なかなかできない記録だし、ぜひとも名前を残したい」と強い要望が寄せられたことから協議した結果、6月29日に申請を決定。7月13日付けでギネス世界記録に認定された。7月15日の対読売ジャイアンツ10回戦（神宮）の試合前に認定証の贈呈式が執り行われ、ナインはその時使ったバットを持って記念撮影に臨んだ。当日の試合は青木が不振から先発を外れたものの、ヤクルトは奇しくも記録達成時と同じ20安打を放って巨人を圧倒し、13-7で快勝した。
なお前述の通り、ヤクルトはこの記録達成と同時に四死球を挟まない1イニング最多連続打席安打のタイ記録も達成しているが、こちらは翌2010年6月7日、千葉ロッテマリーンズとオリックス・バファローズが共に10者連続安打を放って更新している。
|            | 1 | 2 | 3 | 4 | 5  | 6 | 7 | 8 | 9 | 計 |
| ---------- | - | - | - | - | -- | - | - | - | - | -- |
| ヤクルト   | 2 | 0 | 0 | 0 | 10 | 1 | 1 | 0 | 0 | 14 |
| オリックス | 1 | 0 | 1 | 0 | 1  | 0 | 5 | 0 | 2 | 10 |

5回表の詳細
| 打席 | 打者     | 結果           | 得点 | 備考                     |
| ---- | -------- | -------------- | ---- | ------------------------ |
| 1    | 青木宣親 | 中前安打       |      |                          |
| 2    | ガイエル | 中前安打       |      |                          |
| 3    | 飯原誉士 | 左前安打       | 1    |                          |
| 4    | 宮本慎也 | 投前安打       |      |                          |
| 5    | デントナ | 左前安打       | 2    |                          |
| 6    | 相川亮二 | 左前安打       | 1    |                          |
| 7    | 川島慶三 | 左前安打       |      |                          |
| 8    | 武内晋一 | 一塁安打       | 1    |                          |
| 9    | 田中浩康 | 中前安打       | 1    | 川島慶三は三本間で走塁死 |
| 10   | 青木宣親 | 四球           |      |                          |
| 11   | ガイエル | 右越満塁本塁打 | 4    |                          |
| 12   | 飯原誉士 | 中越二塁打     |      |                          |
| 13   | 宮本慎也 | 一邪飛         |      |                          |
| 14   | デントナ | 四球           |      |                          |
| 15   | 相川亮二 | 一直           |      |                          |

### 本拠地移転に関するエピソード

#### 仙台移転誘致構想
2004年6月、宮城県の複数の市民団体がヤクルトスワローズを同県仙台市の宮城球場に誘致する活動を開始した。宮城球場は1973年から1977年までの5年間、ロッテオリオンズ（現千葉ロッテマリーンズ）が暫定的に本拠地とするなど多数のプロ公式戦が開催されていたが、近年は老朽化や狭隘化など設備の陳腐化が著しく、県の財政難などもあり改修・改築もままならない状況で、その打開策としてプロ球団を誘致する構想が浮上した。また、ヤクルト球団は神宮球場の使用契約更新を1年毎に行っているが、これが不安定要素であるとして「ヤクルトが本拠地移転を検討している可能性がある」との噂から、活動を活発化した。ただし当時、ヤクルト球団はその旨の意思表示は全く行っておらず、あくまでも東京に本拠地を置き続けながら、空白地帯だった東北地方の仙台でも定期的に主催試合を行い、サブフランチャイズとして市場開拓する意向があったと一部夕刊紙等で報じられた。団体は非公式ながら署名などの誘致活動を行い「5年後を目途に誘致したい」という意向を見せていたが、直後にオリックス・ブルーウェーブと大阪近鉄バファローズの合併問題に端を発する再編騒動が勃発し、その後は宮城県を保護地域とする新規参入球団の構想が浮上した事で、同県のヤクルト誘致構想はそれに引き継がれる形で消滅した。宮城県の球団誘致は、東北楽天ゴールデンイーグルスとして実現している。

#### 新潟県・新潟市による誘致構想
2009年9月から、新潟県と新潟市がNPB球団の本拠地、もしくは年間10試合以上の主催ゲームを開催する「準本拠地」の誘致活動を水面下で開始した。同年7月1日に開場した新潟県立野球場（HARD OFF ECOスタジアム新潟）が、NPB関係者から設備面で高い評価を得たことが背景にある。2010年1月には「原則として球団を特定せずにNPB12球団を対象とし、拠点の一つとして年間数試合を開催する『準フランチャイズ』としての球団招致」という方向性が決まり、3月24日に県・市・県内財界関係者などから成る「プロ野球新潟招致委員会」が発足。当面は公式戦の開催数増加を目指し、その上で準本拠地を招致し、最終的には本拠地招致を目標として段階的に誘致活動を実施することになり、NPBとセ・パ12球団に対し働きかけを進めることになった。一部報道では、ある関係者がセ球団の誘致候補としてヤクルトの名を挙げていたが、前述の通り現段階の方針はNPB全球団に対する活動が中心であり、県・市側からもヤクルト球団など各球団個別に対する公式な意思表示は行っていない（2011年末現在）。
新潟県は毎年9月に神宮球場でのヤクルト公式戦で日替わりのデーイベント「うまさぎっしり新潟Day」を開催しており、当日は泉田裕彦新潟県知事が観光PRを行っている他、始球式にも登板している。前述の経緯から泉田は2009年以降、新潟Day開催の折にヤクルト球団幹部に新潟での公式戦開催を要請しているが、球団側は2年連続で態度を留保していた。
その一方で、新潟市に隣接する燕市は同じ「つばめ」という縁から、2011年シーズンからヤクルト球団と交流・連携協定を締結し、2012年度以後も継続して展開している。
その内容としては、燕市民（同市在住・在学・在勤者）を対象としたコメの田植・稲刈りや、少年野球教室などのイベントに、球団マスコットのつば九郎や、試合出場機会の少ない若手・育成選手、球団OBを派遣することや、神宮で行われるスワローズ主管全試合においての「燕市ヒーロー賞」（マン・オブ・ザ・マッチ相当）に選ばれた選手に対して、同市に本社などを置く上掲協賛各企業・団体からの商品の贈呈（燕市産の金属製洋食器セットや協賛企業の製品）など様々なコラボレーションを展開している。また上掲協賛各社は球団のオフィシャルスポンサーとして支援を行っている。
なお、ヤクルト球団では同球場で初の主催公式戦として、2012年9月8日・9月9日に対読売ジャイアンツ2連戦を開催した（ヤクルト球団と新潟総合テレビが共同で主催、新潟市、燕市など共催）。ヤクルトが新潟県内で主催公式戦を開催するのは1991年以来、21年ぶりのことであった。
なお、ヤクルト球団に在籍した事がある新潟県出身のプロ野球選手は、渡辺保、大滝信孝、黒坂幸夫、川村一明、青島健太、本間忠、鈴木裕太の7人である。

### 二軍本拠地の移転構想
2022年現在二軍の本拠地となっているヤクルト戸田球場は、元々河川敷ということで大雨による浸水などの問題を抱えている上に、施設の老朽化が進んでいる。また隣接する選手寮・室内練習場などは現代の基準ではやや手狭となってきており、敷地の都合上現在地でのこれ以上の拡張も難しいことから、ヤクルトの株主からは移転を求める声があった。球団では2021年時点では、戸田での施設整備を進める方針としていたが、内々に二軍本拠地の移転も含めて検討を行っていた。
これに対し、茨城県守谷市が二軍施設を誘致する意向を表明したため、球団と守谷市では常総運動公園の敷地を実質拡大させ、新球場・サブグラウンド・選手寮等を建設し二軍本拠地を移転する方向で2022年4月に協議を開始。2023年11月には球団・ヤクルト本社・守谷市・茨城県の四者による基本協定を締結した。新しい二軍本拠地は、2027年より供用を開始する予定としている。

### 同一チームで打撃主要3部門を分け合い（史上初）
2015年は2001年以来、14年ぶりのセントラル・リーグ優勝を果たした。この年は破壊力ある強力打線が存在感をみせ、優勝の大きな原動力となった。なかでも、シーズン中盤から固定された2番川端慎吾、3番山田哲人、4番畠山和洋の活躍が大きく、川端は首位打者と最多安打を、山田は本塁打王と盗塁王、最高出塁率を、畠山は打点王を獲得し、プロ野球では11年ぶりに同一チームで打撃タイトルを独占した。また、打率（首位打者）打点（打点王）本塁打（本塁打王）の打撃タイトル主要3部門を同一チームの3人の選手で分け合うのはプロ野球史上初。

### 「平成最後」と「令和最初」の三者連続本塁打
2019年4月25日の対読売ジャイアンツ戦で菅野智之から、2番青木宣親、3番山田哲人、4番バレンティンが三者連続本塁打を放った。4月30日から翌5月1日に当時の今上天皇から皇太子への皇位継承が行われたことで、平成から令和へ改元がなされたため、これが「平成最後の三者連続本塁打」となった。その試合から1ヵ月後の2019年5月26日の対中日ドラゴンズ戦で清水達也から、2番青木宣親、3番山田哲人、4番バレンティン、同シーズン2度目となる三者連続本塁打を放った。これが改元後初めての三者連続本塁打であるため、「令和最初の三者連続本塁打」となった。したがって「平成最後」と「令和最初」の両方を青木・山田・バレンティンの3人で記録した。

### 全球団を相手にした連続カード勝ち越し（史上初）
2022年6月26日の対読売ジャイアンツ戦に勝利し、11球団を相手に連続して同一カード勝ち越しを達成した。この記録を達成するためには交流戦で全カード勝ち越しが必要である。2011年にソフトバンクホークスが交流戦でセリーグ全チームから勝ち越しを達成しているが、交流戦明けに日本ハムファイターズに負け越して達成できなかった。

## 関連書籍
- 堀哲『国鉄スワローズ 1950-1964 400勝投手と愛すべき万年Bクラス球団』 交通新聞社〈交通新聞社新書〉 2010年 ISBN 978-4-330-15610-1